# A zöld íjász epizódjainak listája
A zöld íjász (Arrow) Greg Berlanti, Marc Guggenheim és Andrew Kreisberg által készített amerikai akció-kaland televíziós sorozat. A történet egy kitalált szuperhősről, a Zöld íjászról szól. A sorozat cselekménye Oliver Queen (Stephen Amell) életének mindennapjait mutatja be. Oliver 2007-ben hajószerencsétlenség áldozata lett és öt évig volt egy szigeten. Megtalálják, és mire hazaér, teljesen megváltozik. Oliver gyakran gondol vissza a szigeten eltöltött időkre és eldönti, hogy megmenti városát, Starling Cityt a bűnözőktől. Ezért napjait Oliverként tölti, aztán éjszakai csuklyát és íjat ragadva harcol a bűnözők ellen.
A sorozat 2012. október 10-én indult a The CW televíziós csatornán az Amerikai Egyesült Államokban, 2019-ben a csatorna bejelentette, hogy a 10 részes 8. évad után végleg befejeződik a sorozat. Az utolsó epizód 2020. január 28-án került adásba a The CW-n. Magyarországon az RTL Klub vetítette az első két évadot 2013. február 1. és 2014. június 20-a között, a harmadik évadtól az ötödik évadig a Cool TV sugározta a sorozatot 2016. január 3-a és 2018. január 27-e között. 

## Évados áttekintés
| Évad | Évad | Részek száma | Részek száma | Eredeti sugárzás  | Eredeti sugárzás | Eredeti adó | Magyar sugárzás      | Magyar sugárzás    | Magyar adó |
| Évad | Évad | Részek száma | Részek száma | Évadbemutató      | Évadzáró         | Eredeti adó | Évadbemutató         | Évadzáró           | Magyar adó |
| ---- | ---- | ------------ | ------------ | ----------------- | ---------------- | ----------- | -------------------- | ------------------ | ---------- |
|      | 1.   | 23           | 23           | 2012. október 10. | 2013. május 15.  | The CW      | 2013. február 1.     | 2013. június 28.   |            |
|      | 2.   | 23           | 23           | 2013. október 9.  | 2014. május 14.  | The CW      | 2014. január 10.     | 2014. június 20.   |            |
|      | 3.   | 23           | 23           | 2014. október 8.  | 2015. május 13.  | The CW      | 2016. január 3.      | 2016. június 5.    | Cool TV    |
|      | 4.   | 23           | 23           | 2015. október 7.  | 2016. május 25.  | The CW      | 2016. június 12.     | 2016. november 13. | Cool TV    |
|      | 5.   | 23           | 23           | 2016. október 5.  | 2017. május 24.  | The CW      | 2017. szeptember 23. | 2018. január 27.   | Cool TV    |
|      | 6.   | 23           | 23           | 2017. október 12. | 2018. május 17.  | The CW      | n. a.                | n. a.              | n. a.      |
|      | 7.   | 22           | 22           | 2018. október 15. | 2019. május 13.  | The CW      | n. a.                | n. a.              | n. a.      |
|      | 8.   | 10           | 10           | 2019. október 15. | 2020. január 28. | The CW      | n. a.                | n. a.              | n. a.      |

## Epizódok

### Első évad (2012–2013)
| Sor. | Év. | Cím                                           | Rendező                      | Író                                                                   | Premier                              | Nézettség               |
| --- | --- | --------------------------------------------- | ---------------------------- | --------------------------------------------------------------------- | ------------------------------------ | ----------------------- |
| 1. | 1.  | Hazatérés (Pilot)                             | David Nutter                 | Greg Berlanti és Marc Guggenheim                                      | 2012. október 10. 2013. február 1.   | 4,14 millió 1,42 millió |
| Oliver próbál beilleszkedni korábbi életébe, de a húgát, Theát és legjobb barátját, Tommyt nem igazán tudja félrevezetni. Régi szerelme, az ügyvédként dolgozó Laurel korántsem örül a visszatérésének. Olivert okolja a húga haláláért, aki szintén a hajón volt, és akivel megcsalta. |     |                                               |                              |                                                                       |                                      |                         |
| 2. | 2.  | Tiszteld apádat! (Honor Thy Father)           | David Barrett                | Andrew Kreisberg és Marc Guggenheim                                   | 2012. október 17. 2013. február 1.   | 3,55 millió 1,27 millió |
| Oliver kusza viszonyokat talál Starling Cityben. A városban dúl a bűnözés és a korrupció, ráadásul anyja feleségül ment a volt gazdasági igazgatóhoz. Oliver a maga sajátos módszereivel megpróbál titokban segíteni Laurelnek, aki hosszú ideje nem tudja hűvösre tenni azt a befolyásos üzletembert, aki végzett védence apjával. |     |                                               |                              |                                                                       |                                      |                         |
| 3. | 3.  | Magányos vadász (Lone Gunmen)                 | Kreisberg és Marc Guggenheim | Greg Berlanti és Marc Guggenheim                                      | 2012. október 24. 2013. február 8.   | 3,51 millió 1,31 millió |
| Olivernek meggyűlik a baja Deadshottal, a halálpontosan célzó orvlövésszel, aki őt megelőzve végez egyik kiszemelt áldozatával. Oliver azonnal Deadshot nyomába ered, ám ahhoz, hogy elkaphassa, szüksége van apja egyik technikusának a segítségére. Otthon Thea okoz gondot, akinek viselkedési problémáit anyja nem képes megfelelően kezelni. A lány részegen azt is elárulja Olivernek, hogy Tommy és Laurel között gyengéd szálak szövődtek, amíg ő távol volt. |     |                                               |                              |                                                                       |                                      |                         |
| 4. | 4.  | Az ártatlan (An Innocent Man)                 | Vince Misiano                | Moira Kirland és Lana Cho                                             | 2012. október 31. 2013. február 8.   | 3,05 millió 1 millió    |
| Diggle-t megdöbbenti a tény, hogy Oliver rejtőzik a titokzatos, ámokfutó maszkja mögött. Még nagyobb meglepetés éri, amikor Oliver felkéri, legyen a társa. Diggle másnap beadja a felmondását. Oliver rájön, hogy a felesége meggyilkolásával vádolt üzletember, Peter Declan ártatlan. Az asszony Jason Brodeurnek dolgozott, aki szerepel az apja listáján. Oliver zöld íjászként felkéri Laurelt, hogy nézzen utána Peter Declan ügyének, akire hamarosan kivégzés vár. Walter riasztó felfedezést tesz a vállalat egyik eldugott raktárában. |     |                                               |                              |                                                                       |                                      |                         |
| 5. | 5.  | Házi őrizet (Damaged)                         | Michael Schultz              | Wendy Mericle és Ben Sokolowski                                       | 2012. november 7. 2013. február 15.  | 3,75 millió 1,2 millió  |
| Quentin azzal a váddal tartóztatja le Olivert, hogy ő az ámokfutó. Oliver Diggle-t kéri meg, hogy segítsen, aki vállalja, hogy az Íjász álruhájában a város túlsó végében, nyilvánosság előtt elintéz néhány bűnözőt. Oliver ragaszkodik hozzá, hogy a tárgyalás során Laurel védje, aki végül belemegy a különös helyzetbe. Walter rájön, hogy Moira emeltette ki a szerencsétlenül járt jacht roncsait. Ez az információ egy embere életébe kerül. Laurel és Oliver túlságosan közel kerülnek egymáshoz, azonban a lány kijelenti, hogy többé nem lehet semmilyen magánjellegű kapcsolat köztük. Walter felelősségre vonja Moirát a roncsot illetően.                                                                    |     |                                               |                              |                                                                       |                                      |                         |
| 6. | 6.  | Az örökség (Legacies)                         | John Behring                 | Moira Kirland és Marc Guggenheim                                      | 2012. november 14. 2013. február 22. | 3,83 millió 1,06 millió |
| Amikor egy bűnbanda sorra rabolja ki Starling City bankjait, Diggle felhívja Oliver figyelmét rájuk, ám ő kijelenti, hogy képtelen a várost megtisztítani az összes bűnözőtől. Tommy tanácsot kér az udvarlásról Theától, a lány azonban félreérti őt, s nem sejti, hogy a férfi Laurelt szereti. Kiderül, hogy a bankrablók vezére Derek Reston, aki valaha Robert Queennek dolgozott, de miután elveszítette állását, rossz útra tért, és Oliver kötelességének érzi, hogy segítsen rajta. |     |                                               |                              |                                                                       |                                      |                         |
| 7. | 7.  | A tűz múzsája (Muse of Fire)                  | David Grossman               | Andrew Kreisberg                                                      | 2012. november 28. 2013. március 1.  | 3,74 millió 1,17 millió |
| Moira agyrázkódást szenved, amikor egy ismeretlen, bukósisakos motoros lelövi a tárgyalópartnerét. Oliver utánajár a dolognak és kideríti, hogy a férfi Frank Bertinellinek, a maffiózónak dolgozott. Elmegy Bertinellihez, hogy egy kicsit körülszimatoljon, és megismerkedik annak lányával, Helenával. Walter, annak ellenére, hogy hazajött a feleségéhez, még mindig nyomoztat a jachtbalesettel kapcsolatban. Tommy kellemetlen ténnyel szembesül: élősködésére hivatkozva apja megtagad tőle minden anyagi hozzáférést. |     |                                               |                              |                                                                       |                                      |                         |
| 8. | 8.  | Vérbosszú (Vendetta)                          | Ken Fink                     | Beth Schwartz és Andrew Kreisberg                                     | 2012. december 5. 2013. március 8.   | 3,35 millió 0,99 millió |
| Oliver rájön, hogy Helena az, aki egy régi bosszú miatt tönkre akarja tenni a saját apját. A lány miatt még Diggle-lel is összeveszik. Tommy vacsorázni viszi Laurelt, ahol összefutnak Oliverrel és Helenával, végül mind a négyen egy asztalnál kötnek ki. A vacsora kínosan ér véget, Tommy ugyanis megharagszik Laurelre, aki elárulja, hogy állást keres, Helena pedig Olivernek rója fel, hogy élete szerelmével ültette egy asztalhoz. |     |                                               |                              |                                                                       |                                      |                         |
| 9. | 9.  | Az utolsó pillanat (Year’s End)               | John Dahl                    | Greg Berlanti és Marc Guggenheim                                      | 2012. december 12. 2013. március 8.  | 3,11 millió 0,81 millió |
| Oliver megtudja, hogy valaki az íjász nevében gyilkol. Walter, miután rájött, hogy Moira továbbra is hazudik neki, a karácsonyi partin kérdőre vonja feleségét, aki azt ígéri, mindent elmond neki. Oliver partijára Tommy Laurelt viszi el, és Oliver kénytelen beletörődni abba, hogy ők ketten együtt vannak. Az álíjász túszokat szed, és meglepő követeléssel áll elő a foglyokért cserébe. Thea és Oliver kapcsolata feszültté válik, amikor szemrehányást tesznek egymásnak azért, hogy ki mennyire változott meg az eltelt öt év során. |     |                                               |                              |                                                                       |                                      |                         |
| 10. | 10. | Égető kérdések (Burned)                       | Eagle Egilsson               | Moira Kirland és Ben Sokolowski                                       | 2013. január 16. 2013. március 29.   | 3,06 millió 0,91 millió |
| Hat hét telt el Walter elrablása óta, de még semmi nyom. Laurel barátnője, Jo bátyja, a tűzoltó Danny meghal szolgálatteljesítés közben, azonban Jo arra gyanakszik, hogy valaki megölte őt. Laurel úgy érzi, még nem igazán kész annyira elkötelezni magát Tommy mellett, hogy összeköltözzenek. Thea és Moira parázs vitát folytat amiatt, hogy Moira szinte már az utcára sem akar kilépni bánatában. Laurel ellopja a Kapucnis telefonját és felhívja Olivert, hogy segítsen megoldani Danny ügyét. |     |                                               |                              |                                                                       |                                      |                         |
| 11. | 11. | A bizalom ára (Trust But Verify)              | Nick Copus                   | Gabrielle Stanton                                                     | 2013. január 23. 2013. április 5.    | 3,14 millió 1,09 millió |
| Starling City-ben már a harmadik pénzszállító autót támadják meg ugyanazzal a módszerrel, és a rendőrség tehetetlen. Oliver is nyomozni kezd és kiderül, hogy a listán szereplő Ted Gaynor Diggle felettese volt Afganisztánban, sőt megmentette az életét is. Közeledik Thea születésnapja, aki egy autót szeretne az anyjától - azonban úgy sejti, hogy Moirának viszonya van Malcolm Merlynnel. Tommyt megkeresi az apja és meghívja Laurellel együtt vacsorázni, ám kiderül, hogy nem csupán ennyit akar. |     |                                               |                              |                                                                       |                                      |                         |
| 12. | 12. | Szédülés (Vertigo)                            | Wendey Stanzler              | Wendy Mericle és Ben Sokolowski                                       | 2013. január 30. 2013. április 12.   | 2,97 millió 0,92 millió |
| Oliver a nyomába ered annak a szállítónak, aki Theát ellátta a Vertigo nevű mérgező droggal. A Grófhoz azonban nehéz eljutni, így Oliver a Bratva segítségét veszi igénybe. Thea ellen eljárás indul, miután drogos állapotban balesetet okozott. Laurel ráveszi Quentint, hogy enyhítsék a lány büntetését, ne kelljen börtönbe vonulnia. Thea egyre dühösebb kirohanásokat intéz Moira ellen, ezért Oliver elmondja neki, hogy nem Moira csalta meg Robertet, hanem épp fordítva történt. |     |                                               |                              |                                                                       |                                      |                         |
| 13. | 13. | Árulás (Betrayal)                             | Guy Bee                      | Lana Cho és Michael Schwartz                                          | 2013. február 6. 2013. április 19.   | 2,96 millió 0,87 millió |
| A veszélyes bűnöző, Cyrus Vanch kiszabadul a börtönből és arra készül, hogy Starling City-ben betöltse a Triád és a Bertinellik által üresen hagyott helyet. Quentin tajtékzik, mert pont akkor veszik le a Kapucnis-ügyről, amikor úgy érzi, már a markában van. Oliver rákérdez anyjánál a listára, de Moira tagadja, hogy tudomása lenne róla. Laurel az Íjász segítségét kéri Vanch elfogásához, ám ezzel saját testi épségét is veszélybe sodorja, mert olyan ember árulja el, akitől azt a legkevésbé várná. |     |                                               |                              |                                                                       |                                      |                         |
| 14. | 14. | Családi bűnök (The Odyssey)                   | John Behring                 | Greg Berlanti és Andrew Kreisberg                                     | 2013. február 13. 2013. április 26.  | 3,29 millió 0,85 millió |
| Oliver Diggle a figyelmeztetések és a hangfelvétel ellenére sem akarja elhinni, hogy az anyja veszélyes ügybe keveredett, ezért a zöld íjász képében megtámadja Moirát, de a nő azt állítja, semmit nem tud Walter elrablásáról. Oliver súlyosan megsebesül, amikor Moira egy elrejtett pisztollyal rálő. Közben kiderül, miért teljesít Yao Fei minden parancsot, amit Edward Fyerstől kap, és Oliver hogyan tett szert egy barátra annak idején a szigeten. |     |                                               |                              |                                                                       |                                      |                         |
| 15. | 15. | A Cselező (Dodger)                            | Eagle Egilsson               | Michael Schwartz                                                      | 2013. február 20. 2013. május 3.     | 3,15 millió 0,87 millió |
| A Cselező néven ismert nemzetközi tolvaj zsarolással veszi rá áldozatait, hogy helyette lopják el az értékes műkincseket, majd adják át neki. Amikor a tolvaj Starling City-be érkezik, Oliver úgy dönt, elkapja. McKenna, Oliver egykori szerelme kapja a Cselező ügyét, emellett Quentin felkéri, hogy nyomozzanak együtt a Kapucnis után is. Diggle végre elhívja randevúra Carlyt, azonban az nem úgy alakul, mint várták - Andy árnyéka rávetül a kellemes estére. Moira felbéreli a Triádot, hogy öljék meg Malcolm Merlynt. |     |                                               |                              |                                                                       |                                      |                         |
| 16. | 16. | Apa és fia (Dead to Rights)                   | Glen Winter                  | Geoff Johns                                                           | 2013. február 27. 2013. május 10.    | 3,17 millió 0,82 millió |
| Felicity önvédelmi órákat vesz Johntól, hogy a jövőben elkerüljék a veszélyes helyzeteket. Oliver rájön, hogy Malcom Merlynt, Tommy apját meg akarják ölni, méghozzá egy nyilvános rendezvényen, amin a legjobb barátja is részt vesz. Joanna sejti, hogy nincs minden rendben Oliver körül. Románcukat beárnyékolja, hogy Quentin nyomozó Joannát is bevonja a zöld íjász felkutatásába. |     |                                               |                              |                                                                       |                                      |                         |
| 17. | 17. | Vetélytársnő (The Huntress Returns)           | Guy Bee                      | Jake Coburn és Lana Cho                                               | 2013. március 20. 2013. május 17.    | 3,02 millió 0,8 millió  |
| Oliver döbbenten értesül róla, hogy Helena Bertinelli visszatért a városba és a lány zsarolással arra próbálja rávenni, hogy segítsen neki megölni apját, aki megegyezett a tanúvédelemmel. Eközben Thea szeretné megmenteni Royt a bűnözéstől, de a fiú vonakodik elszakadni a régi életétől. Quentin eleinte kétkedve fogadja Dinah állítását, miszerint Sara még életben van, de megígéri Laurelnek, hogy utánanéz a volt felesége által hozott anyagoknak. |     |                                               |                              |                                                                       |                                      |                         |
| 18. | 18. | A Megmentő (Salvation)                        | Nick Copus                   | Drew Z. Greenberg és Wendy Mericle                                    | 2013. március 27. 2013. május 24.    | 2,65 millió 0,80 millió |
| Egy magát Megmentőnek nevező, őrült férfi sorra rabolja el a Glades tagjait, és a honlapján élő közvetítésben végez velük. Amikor a gazdag ingatlanos megölése után elrabolja a helyettes ügyészt, Felicityn és Oliveren a sor, hogy megtalálják, ám az ügyész meghal. Moira úgy érzi, nem tehet mást, le kell lepleznie Frank Chent Merlyn előtt. Dinah szörnyű titkot árul el Laurelnek és Quentinnek azokról az időkről, amikor Sara elment Oliverrel a jachtra. |     |                                               |                              |                                                                       |                                      |                         |
| 19. | 19. | Lezáratlan ügy (Unfinished Business)          | Michael Offer                | Bryan Q. Miller & Lindsey Allen                                       | 2013. április 3. 2013. május 31.     | 2,92 millió 0,80 millió |
| Elütnek egy lányt az egyik szórakozóhely előtt. Szervezetében kimutatják a Vertigo nevű drogot, így a zöld íjász meglátogatja az elmegyógyintézetben levő Grófot. Quentin arra gyanakszik, hogy Tommy titokban drogot árul a klubban, és szaglászni kezd a cég anyagai között. Rájön, hogy Tommy lefizetett egy ellenőrt. Oliver nem sejti, hogy Diggle és Felicity a háta mögött összedolgozik, hogy megtalálják Diggle bátyjának a gyilkosát. |     |                                               |                              |                                                                       |                                      |                         |
| 20. | 20. | A kis szemtanú (Home Invasion)                | Ken Fink                     | Ben Sokolowski & Beth Schwartz                                        | 2013. április 24. 2013. június 7.    | 3,10 millió 0,85 millió |
| Diggle esküdt ellensége, Floyd Lawton a városba érkezett. Lyla azonban rájött, hogy Diggle kihasználta őt és szakít vele. Laurel elvállalja egy házaspár ügyét, akik a neves üzletembert, Edward Rasmust akarják beperelni, mivel ellopta összegyűjtött pénzüket. A házaspárt azonban a Rasmus által felbérelt bérgyilkos kivégzi, de a támadást túléli hétéves fiuk, Taylor. Laurel magához veszi a kisfiút addig, amíg fel nem kutatják a rokonait, nem sejtve, hogy döntésével Olivert élete egyik legfontosabb választása elé állítja. |     |                                               |                              |                                                                       |                                      |                         |
| 21. | 21. | A nagy terv (The Undertaking)                 | Michael Shultz               | Jake Coburn & Lana Cho                                                | 2013. május 1. 2013. június 14.      | 2,89 millió 0,73 millió |
| Oliver és Felicity Walter nyomára bukkan, és nyomozni kezdenek egy föld alatti kaszinóban. Közben Laurel megpróbálja kideríteni, mi lehetett Tommy igazi oka a szakításra. Amikor felteszi neki a kérdést, meglepő válasz kap, de a valódi meglepetés Oliver reakciója a történtekre. Végül Felicity közbenjárásával sikerül kiszabadítani az immár hatodik hónapja raboskodó Waltert, azonban Oliver megtudja, hogy anyja és Malcolm összedolgozik. |     |                                               |                              |                                                                       |                                      |                         |
| 22. | 22. | Pokoli gépezet (Darkness on the Edge of Town) | John Behring                 | Drew Z. Greenberg & Wendy Mericle                                     | 2013. május 8. 2013. június 21.      | 2,62 millió 0,72 millió |
| A sötét íjász lecsap a Unidac vállalat laborjára és végez az ott dolgozó tudósokkal, köztük a híres szeizmológus Dr. Markovval is. Laurel úgy érzi, Olivernek talán mégis igaza volt abban, hogy ők ketten még éreznek valamit egymás iránt, de Oliver ismét elbizonytalanodik. Walter hazatér, de nem úgy viselkedik, mint korábban. Thea eleinte belemegy, hogy segít Roynak megtalálni az ámokfutót, de miután Oliver értesül tervükről és megtiltja a fiúnak, hogy veszélybe sodorja a húgát, Roynak választania kell rögeszméje és a szerelem között. Oliver, Felicity és Diggle megpróbál bejutni a Merlyn cég nagyszámítógépébe, hogy kiderítsék, hol van a szerkezet, amellyel meg akarják semmisíteni a Glades-t. |     |                                               |                              |                                                                       |                                      |                         |
| 23. | 23. | Az igazság pillanata (Sacrifice)              | David Barrett                | Történet: Greg Berlanti Tévéjáték: Marc Guggenheim & Andrew Kreisberg | 2013. május 15. 2013. június 28.     | 2,77 millió 0,87 millió |
| Miután Malcolm felfedi a kapucnis kilétét, megmondja Moirának, hogy a terv végrehajtását előbbre hozza, és a Glades megsemmisítése már aznap este megtörténik. Nem számít azonban arra, hogy Moira sajtótájékoztatóban közli az egész várossal, így Glades városrész népével is, mi vár rájuk, és ki a fő felelős mindezért. A kétségbeesett Thea megpróbálja kimenekíteni Royt a veszélyes övezetből, Quentin pedig összedolgozik Felicityvel, hogy hatástalanítsák a földrengést generáló szerkezetet. |     |                                               |                              |                                                                       |                                      |                         |

### Második évad (2013–2014)
| Sor. | Év. | Cím                                                | Rendező          | Író                                                                                  | Premier                              | Nézettség                |
| --- | --- | -------------------------------------------------- | ---------------- | ------------------------------------------------------------------------------------ | ------------------------------------ | ------------------------ |
| 24. | 1.  | A hősök városa (City of Heroes)                    | John Behring     | Greg Berlanti                                                                        | 2013. október 9. 2014. január 10.    | 2,74 millió 0,68 millió  |
| Tommy halála után Oliver visszamenekül a szigetre, azonban Diggle és Felicity utánamennek. Közeledik Moira tárgyalása és a vállalat is nehéz helyzetben van: a Stellmoor cég akarja felvásárolni. A földrengés után a káosz lett úrrá Starling City-ben, ahol felbukkant az Ámokfutót másoló banda, a Kapucnisok. Laurel bevallja Olivernek: bűntudata van Tommy halála miatt, annak ellenére, hogy nem csalta meg őt. A Kapucnisok elrabolják Theát, hogy így álljanak bosszút a Queen családon a földrengés miatt. |     |                                                    |                  |                                                                                      |                                      |                          |
| 25. | 2.  | Azonosítás (Identity)                              | Nick Copus       | Ben Sokolowski & Beth Schwartz                                                       | 2013. október 16. 2014. január 17.   | 3,06 millió 0,55 millió  |
| A kínai maffia tagjai módszeresen kifosztják a kórházba érkező ópiát-szállítmányokat. Sebastian Blood, a Glades tanácsosa a kórházhoz érkező Oliver ellen fordítja a felháborodott tömeget, akik a Queen család megbüntetését követelik. Laurel elmondja a zöld íjásznak, hogy látta őt az összedőlt épület romjai között, látta, hogy nem segített Tommy-nak. Roy felajánlja segítségét a zöld íjásznak. |     |                                                    |                  |                                                                                      |                                      |                          |
| 26. | 3.  | Összetörve (Broken Dolls)                          | Glen Winter      | Marc Guggenheim & Keto Shimizu                                                       | 2013. október 23. 2014. január 24.   | 2,89 millió 0,55 millió  |
| Mikor Laurel kettesben marad az Íjásszal, egy adott jelre kommandósok veszik körül őket. Olivert szorult helyzetéből ismeretlen, szőke, fekete bőrruhás nő menti ki, aki – mint később Felicity kideríti – egy ideje megakadályozza az erőszakos cselekményeket a városban. Az ügyész kijelenti, hogy halálbüntetést fog kérni Moirára a bűnrészessége miatt. Barton Mathis, az őrült gyilkos, akit valaha Quentin záratott börtönbe, kiszabadul és ismét gyilkol. Oliver, Felicity és Diggle a nyomába erednek, ám Mathis elrabolja Laurelt és Quentint is.                                                                              |     |                                                    |                  |                                                                                      |                                      |                          |
| 27. | 4.  | Tűzpróba (Crucible)                                | Eagle Egilsson   | Andrew Kreisberg & Wendy Mericle                                                     | 2013. október 30. 2014. január 31.   | 2,37 millió 0,54 millió  |
| Miután ismételten elkésik saját partijáról, Oliver azt javasolja Blood tanácsnoknak, hogy rendezzenek „Készpénzt fegyverekért” akciót a Glades-ben, hogy megtisztítsák az utcákat az erőszaktól. Laurel-t elkapják ittas vezetés miatt, de amikor apja és Oliver kérdőre vonja, a lány nem hajlandó elismerni, hogy problémái vannak. Oliver nagyon meglepődik, amikor a szőke, maszkos nő felfedi előtte kilétét. A fegyverbeszolgáltató akciót megszakítja a Polgármester nevű bandavezér megjelenése és Cindy, Roy cinkosa súlyosan megsérül a lövöldözés során.                                                                       |     |                                                    |                  |                                                                                      |                                      |                          |
| 28. | 5.  | Vádalku (League of Assassins)                      | Glen Winter      | Marc Guggenheim & Keto Shimizu                                                       | 2013. november 6. 2014. február 7.   | 2,89 millió 0,55 millió  |
| Sara a Queen ház vendége, mivel Thea általában Roy-nál tölti a napjait. Oliver nem érti, a lány miért nem akarja elárulni családjának, hogy életben van és a városba érkezett. Hamarosan azonban hívatlan látogatójuk akad. Kiderül, hogy Sara a bérgyilkosok szövetségének tagja lett, akik nem hagyják, hogy egykori tagtársuk saját kezébe vegye a sorsát. Moira eközben hajlandó elfogadni a vádalkut, amivel Donner és Laurel előállt. |     |                                                    |                  |                                                                                      |                                      |                          |
| 29. | 6.  | Ellenségek testközelben (Keep Your Enemies Closer) | Guy Bee          | Ben Sokolowski & Beth Schwartz                                                       | 2013. november 13. 2014. február 14. | 3,09 millió 0,54 millió  |
| Roy-t, aki az Íjásznak segít, ismét letartóztatják, de amikor négyszemközt felfedi Quentin előtt, kinek dolgozik, a rendőr szabadon bocsátja. Diggle-t megkeresik az Argos-tól, mivel Lyla Michaels eltűnt. A férfi kideríti, hogy Lyla Moszkvába ment, mert Deadshot nyomára akadt és valahol nyoma veszett. Oliver, Felicity és Diggle Oroszországba repül, azonban kényszeredetten veszik tudomásul, hogy Isabel is velük tart. Moira ügyvédje meglátogatja Theát és arra kéri, szakítson a kétes múltú Roy-jal. Oliver feleleveníti ismeretségét Anatolij Kinyiszevvel és a segítségével bejuttatja Dig-et a börtönbe, ahol Lyla van… |     |                                                    |                  |                                                                                      |                                      |                          |
| 30. | 7.  | Állam kontra Queen (State v. Queen)                | Bethany Rooney   | Marc Guggenheim & Drew Z. Greenberg                                                  | 2013. november 18. 2014. február 21. | 2, 66 millió 0,48 millió |
| Rohamosan közeledik Moira tárgyalása, azonban Oliver úgy érzi, semmi jóra nem számíthatnak. A városban sokan influenzaszerű tünetekkel betegednek meg – hamarosan kiderül, hogy a börtönből megszökött Gróf tért vissza a Vertigo módosított szérumával. Amikor Felicity a Gróf fogságába esik, Olivernek el kell döntenie, hogy ragaszkodik-e friss fogadalmához, miszerint nem öl többé, vagy megvédi munkatársát és barátját. Moira tárgyalása meglepő eredménnyel zárul, de az igazi meglepetéssel az asszony egy elhagyatott parkolóban szembesül.                                                                                   |     |                                                    |                  |                                                                                      |                                      |                          |
| 31. | 8.  | A tudós (The Scientist)                            | Michael Schultz  | Történet: Greg Berlanti & Andrew Kreisberg Tévéjáték: Andrew Kreisberg & Geoff Johns | 2013. december 4. 2014. február 28.  | 3,24 millió 0,55 millió  |
| Sebastian Blood egyik embere, a szérummal befecskendezett Cyrus betör az alkalmazott tudományok részlegébe és ellop egy ipari centrifugát. Később kiderül, hogy nemrégiben nagy mennyiségű vérkészletet loptak el egy vérbankból. Ez alapján Oliver arra gyanakszik, hogy valaki újra akarja alkotni a Mirakuru-szérumot. Barry Allen, a Central City-ből érkező fiatal helyszínelő felajánlja segítségét a Cyrus-nyomozásban, azonban Oliver úgy sejti, hogy Barry nem az, akinek mondja magát. |     |                                                    |                  |                                                                                      |                                      |                          |
| 32. | 9.  | Három kísértet (Three Ghosts)                      | John Behring     | Történet: Greg Berlanti & Andrew Kreisberg Tévéjáték: Geoff Johns & Ben Sokolowski   | 2013. december 11. 2014. március 7.  | 3,02 millió 0,53 millió  |
| Annak ellenére, hogy Barry megmentette az életét, Oliver nagyon dühös – elsősorban Felicityre, hogy az engedélye nélkül felfedte kilétét a helyszínelő előtt. Úgy tűnik, az alkalmazott gyógyszer hatására Olivernek hallucinációi támadnak. Először Shadót látja, majd Slade-et és végül Tommyt. Thea, Roy és Cindy nyomozásával a három fiatal veszélyes vizekre evez. Oliver azt tanácsolja Quentinnek, hogy csapatával üssön rajta Cyruson, ám ez katasztrofális következményei jár. |     |                                                    |                  |                                                                                      |                                      |                          |
| 33. | 10. | Bombatámadás (Blast Radius)                        | Rob Hardy        | Jake Coburn & Keto Shimizu                                                           | 2014. január 15. 2014. március 14.   | 2,52 millió 0,48 millió  |
| Öt héttel a villámcsapás után Barry Allen még mindig kómában fekszik és Felicity ott van mellette. Oliver próbál a titokzatos, koponyamaszkos férfi nyomára bukkanni, de hiába. Laurel úgy érzi, valami nem stimmel Sebastian körül, és annak ellenére, hogy randizgat a férfival, nyomoz utána, amit apja helytelenít. Egy őrült bombamerénylő a Sebastian szervezte gyűlést használja fel arra, hogy kormányellenes dühét kitöltse az embereken. |     |                                                    |                  |                                                                                      |                                      |                          |
| 34. | 11. | Vakfolt (Blind Spot)                               | Glen Winter      | Wendy Mericle & Beth Schwartz                                                        | 2014. január 22. 2014. március 21.   | 2,49 millió 0,43 millió  |
| Oliver és csapata továbbra is hiába nyomoz a titokzatos, koponyamaszkos férfi után, azonban Laurel az apján keresztül felkeresi az Íjászt és megkéri, nézzen utána Sebastian Bloodnak és a szüleinek. Roy megmutatja Sinnek különleges képességeit és kijelenti neki, hogy mostantól nincs szüksége az Íjászra ahhoz, hogy megvédje a várost a bűnözőktől. Amikor Laurelt elrabolják és kiderül, ki van a koponyamaszk mögött, Oliver megfogadja, hogy többé nem bízik meg vakon a lányban. |     |                                                    |                  |                                                                                      |                                      |                          |
| 35. | 12. | Reménytelen ügy (Tremors)                          | Guy Bee          | Marc Guggenheim & Drew Z. Greenberg                                                  | 2014. január 29. 2014. március 28.   | 2,95 millió 0,38 millió  |
| Roy nehezen viseli az Íjász nyújtotta kiképzést és azt, hogy tanára nem akarja még kivinni terepre. Laurel állásinterjúra megy régi kolléganője, Joanna cégéhez, de hamarosan rádöbben, hogy ellehetetlenítették a szakmában, ráadásul úgy érzi, hogy apja is becsapta. Oliver egy fegyverkereskedő után nyomoz, aki ellopott Malcolm Merlyn házából valamit, ami sok ember biztos halálát jelentené. |     |                                                    |                  |                                                                                      |                                      |                          |
| 36. | 13. | A kampány (Heir to the Demon)                      | Wendey Stanzler  | Jake Coburn                                                                          | 2014. február 5. 2014. április 4.    | 2,86 millió 0,44 millió  |
| Amikor Sara megtudja, hogy Laurel veszélybe került, visszatér Starling City-be, de nem akar a városban maradni, mivel a Bérgyilkosok Szövetsége a nyomában va. M több, a titokzatos Ra’s Al Ghul saját lányát, Nyssát küldte utána, hogy visszavigye a Szövetség kötelékébe. Felicity szembesíti Moirát a ténnyel: tud róla, hogy Malcolm Merlyn Thea édesapja. Amikor Nyssa elrabolja Sara és Laurel anyját, Dinah-t, Sara úgy dönt, meghoz egy utolsó áldozatot a családjáért. Moira egyre sikeresebb polgármesteri kampánya megingatja Sebastian eddigi fölényét.                                                                      |     |                                                    |                  |                                                                                      |                                      |                          |
| 37. | 14. | Ha halni kell (Time of Death)                      | Nick Copus       | Wendy Mericle & Beth Schwartz                                                        | 2014. február 26. 2014. április 11.  | 2,45 millió 0,22 millió  |
| Laurel nem hajlandó elmenni a Sara tiszteletére rendezett estélyre, amit egyedül csak Quentin ért meg. Oliver és csapata egy különös betegségben szenvedő férfi után nyomoz, aki egy speciális álkulcs segítségével bármilyen banktrezorhoz hozzáférhet. Thea megérzi az anyja és Oliver között húzódó feszültséget. Felicity úgy érzi, a sokoldalú Sara mellett egyre feleslegesebb a jelenléte. A közös családi vacsorán, ahová Oliver is betoppan, Laurel rádöbben, hogy húga és Oliver újra egymásra találtak. |     |                                                    |                  |                                                                                      |                                      |                          |
| 38. | 15. | Az ígéret (The Promise)                            | Glen Winter      | Jake Coburn & Ben Sokolowski                                                         | 2014. március 5. 2014. április 18.   | 2,21 millió              |
| Oliver nagyon megdöbben, amikor saját házuk nappalijában szembetalálja magát a Moirával kedélyesen csevegő Slade-del. Slade azonban nemcsak Moirát, de Theát is elbűvöli, így Oliver – aki félti családtagjait – csak titokban tud jelezni Felicitynek. Sara azonnali közbelépést sürget, így Diggle-lel és Royjal együtt mennek el a Queen-rezidenciára. Slade négyszemközt megígéri Olivernek, hogy beváltja egykor tett ígéretét és tönkreteszi őt. |     |                                                    |                  |                                                                                      |                                      |                          |
| 39. | 16. | Halálos szakasz (Suicide Squad)                    | Larry Teng       | Keto Shimizu                                                                         | 2014. március 19. 2014. április 25.  | 2,42 millió              |
| Oliver szövetkezik Leonovval, a Bratva vezetőjével, hogy segítsen neki felkutatni Slade-et, aminek Sara egyáltalán nem örül. Dig nagyon megdöbben, amikor Lyla, akivel pár hónapja felmelegítették kapcsolatukat, Amanda Waller segítségével beleviszi egy komoly, nemzetközi nyomozásba. Még inkább meglepődik, amikor kénytelen szövetségesként segíteni egykori ellenfelének, bátyja gyilkosának, Floyd Lawtonnak. Eközben úgy tűnik Oliver, hiába nyomoz Slade után. |     |                                                    |                  |                                                                                      |                                      |                          |
| 40. | 17. | Ragadozók (Birds of Prey)                          | John Behring     | Mark Bemesderfer & A.C. Bradley                                                      | 2014. március 26. 2014. május 2.     | 2,62 millió              |
| Oliver és Sara asszisztálnak egy rendőrségi razziánál, és segítenek elfogni Frank Bertinellit. Oliver sejti, hogy Frank lánya, Helena azonnal vissza fog térni a városba, hogy megölje az apját, amint meghallja, hogy őrizetben van. Laurelt megkéri Adam Donner, hogy vigye perre Frank ügyét, de a nő hamar rájön: a tárgyalás csak színjáték, hogy elkaphassák Frank lányát. A bíróságon megjelenik Helena, és túszokat ejt, hogy átadják neki az apját. |     |                                                    |                  |                                                                                      |                                      |                          |
| 41. | 18. | Elrabolva (Deathstroke)                            | Guy Bee          | Marc Guggenheim & Drew Z. Greenberg                                                  | 2014. április 2. 2014. május 9.      | 2,32 millió              |
| Moira választási kampánybeszédének kellős közepén a Queen családot megdöbbentő hír sokkolja: Theát elrabolták. Oliver és csapata azonnal Slade-re gyanakszik és a nyomába erednek, bár Felicity szerint Slade túlságosan is könnyen hagyja magát elfogni. Oliver úgy érzi, az utóbbi időben döntései sorozatosan helytelenek voltak, de Diggle biztosítja támogatásáról. Roy azonban, aki többé nem bízik Oliverben, elhagyja Starling Cityt. Laurelnek váratlan látogatója akad. |     |                                                    |                  |                                                                                      |                                      |                          |
| 42. | 19. | Menthetetlenül (The Man Under the Hood)            | Jesse Warn       | Történet: Greg Berlanti & Geoff Johns Tévéjáték: Andrew Kreisberg & Keto Shimizu     | 2014. április 16. 2014. május 16.    | 2,26 millió              |
| Oliver és társai felrobbantják a Queen nagyvállalat alkalmazott tudományok részlegét. Ezért Slade kénytelen máshonnan beszerezni azt, amire a mirakuru tömeges előállításhoz szüksége van. Oliver hasztalan próbálja rávenni a megbántott Theát, hogy jóváhagyja azt a lépést, amellyel vagyonuk maradékát kimentenék Isabel elől. Laurel egyre inkább úgy érzi, bizonyosságot nyer Slade állítása és találkozót kér az Íjásztól. |     |                                                    |                  |                                                                                      |                                      |                          |
| 43. | 20. | Vörös, mint a vér (Seeing Red)                     | Doug Aarniokoski | Wendy Mericle & Beth Schwartz                                                        | 2014. április 23. 2014. május 23.    | 2,19 millió              |
| A kómában fekvő Roy váratlanul feléled és elszabadul a városban. Annak ellenére, hogy Moira jelentős előnyben van Sebastian Blood-dal szemben a polgármester-választáson, mégis közli a férfival: kiszáll a versenyből, mert a lányának szeretne több figyelmet szentelni. A Roy-jal való verekedés során Oliver súlyosan megsebesül. Slade borzalmas választás elé állítja Oliver-t. |     |                                                    |                  |                                                                                      |                                      |                          |
| 44. | 21. | Bűnös város (City of Blood)                        | Michael Schultz  | Holly Harold                                                                         | 2014. április 30. 2014. május 30.    | 2,31 millió              |
| Moira meggyilkolása után Oliver napokra eltűnik a városból, még a temetésre sem megy el, ami általános feltűnést kelt. Felicity és Diggle megpróbálják értesíteni főnöküket arról, hogy Isabel Rochev visszatért, de Olivert mintha a föld nyelte volna el. Diggle végül Amanda Wallerhez fordul segítségért. Quentin ismételten nem hisz Laurelnek, aki azt állítja, hogy valami nem stimmel Sebastiannel. Hamarosan azonban rájön, hogy lánya megérzése helyesnek bizonyult. |     |                                                    |                  |                                                                                      |                                      |                          |
| 45. | 22. | Csapdában (Streets of Fire)                        | Nick Copus       | Jake Coburn & Ben Sokolowski                                                         | 2014. május 7. 2014. június 6.       | 2,33 millió              |
| Amikor rájuk omlik az alagút, Laurel nagy erőről tesz tanúbizonyságot, amivel kivívja Oliver csodálatát. Miután Slade emberei rászabadulnak a városra és válogatás nélkül gyilkolnak, Sebastian Blood is rájön, hogy miféle csapdába sétált, amikor egyezséget kötött Slade-del. Laurel leleplezi, hogy tudja, hogy Sara a Kanári, és a testvérek fontos beszélgetést folytatnak múltjukról. Thea nagyon megdöbben, mikor szokatlan körülmények között viszontlát egy régi ismerőst. |     |                                                    |                  |                                                                                      |                                      |                          |
| 46. | 23. | Hihetetlen végjáték (Unthinkable)                  | John Behring     | Történet: Greg Berlanti Tévéjáték: Marc Guggenheim & Andrew Kreisberg                | 2014. május 14. 2014. június 13.     | 2,37 millió              |
| A Star Labor által elkészített ellenszer beválik Royon, így Oliver és társai úgy döntenek, ezzel szállnak szembe Slade seregével. Amanda Waller közben előkészíti Starling City lebombázását, és láthatóan semmi nem akadályozhatja meg ebben. Thea nagyon meglepődik, amikor Roy felhívja és találkozót kér tőle. Slade elrabolja Laurelt, hogy így vágjon vissza utoljára Olivernek, de hatalmas meglepetés éri. |     |                                                    |                  |                                                                                      |                                      |                          |

### Harmadik évad (2014–2015)
| Sor. | Év. | Cím                                           | Rendező          | Író                                                                                     | Premier                              | Nézettség   |
| --- | --- | --------------------------------------------- | ---------------- | --------------------------------------------------------------------------------------- | ------------------------------------ | ----------- |
| 47. | 1.  | Füstbe ment terv (The Calm)                   | Glen Winter      | Történet: Greg Berlanti & Andrew Kreisberg Tévéjáték: Marc Guggenheim & Jake Coburn     | 2014. október 8. 2016. január 3.     | 2,83 millió |
| Oliver rászánja magát, hogy elhívja vacsorázni Felicityt. A randinak azonban hamar véget vet egy robbantás, aminek Oliver volt a célpontja. Az elkövető egy Werner Zytle nevű férfi, aki a Gróf nyomdokába lépve ismét piacra dobja a Vertigo nevű drogot. Felicity egy számítástechnikai boltban helyezkedik el, ahol megismerkedik Ray Palmerrel. A férfi szemet vetett a Queen Consolidatedre, és sikerül is megvennie Oliver elől. Amikor Oliver szembeszáll Wernerrel, váratlan segítséget kap Sara személyében. Ám nem örülhetnek sokáig egymás társaságának.                                      |     |                                               |                  |                                                                                         |                                      |             |
| 48. | 2.  | Sara (Sara)                                   | Wendey Stanzler  | Jake Coburn & Keto Shimizu                                                              | 2014. október 15. 2016. január 11.   | 2,32 millió |
| Egy új íjász bukkan fel a városban, aki rövid idő alatt több üzletembert is megöl. Diggle az Argus rendszerén keresztül azonosítja Simon Lacroix-t, aki a Komodo fedőnéven dolgozik zsoldosként. A jelek alapján elsőre mindenki úgy gondolja, hogy ő ölte meg Sara-t is. |     |                                               |                  |                                                                                         |                                      |             |
| 49. | 3.  | A kiképzés (Corto Maltese)                    | Stephen Surjik   | Erik Oleson & Beth Schwartz                                                             | 2014. október 22. 2016. január 17.   | 2,55 millió |
| Oliver nagyon aggódik, amiért nem tudja utolérni Theát. Ezt látva Roy végül megmutatja neki azt a levelet, amit még a lány írt neki. Miután Felicity segítségével kiderítik, hogy Thea egy dél-amerikai szigeten, Corto Maltese-en él, Oliver elindul, hogy hazavigye a húgát. Lyla megkéri Diggle-t, hogy ő is tartson Oliverrel, mert az egyik ügynöküknek nyoma veszett a szigeten. Laurel kötelességének érzi, hogy átvegye a húga szerepét, ezért elhatározza, hogy komoly kiképzésnek veti alá magát. Felicity pedig azonnal egy nagy irodát, jó fizetést, és egy kiemelt feladatot kap Palmertől. |     |                                               |                  |                                                                                         |                                      |             |
| 50. | 4.  | A varázsló (The Magician)                     | John Behring     | Marc Guggenheim & Wendy Mericle                                                         | 2014. október 29. 2016. január 24.   | 2,49 millió |
| Amikor Oliver megtudja, hogy Malcolm Merlyn életben van, őt teszi felelőssé Sara haláláért. A nézeteltéréseiket félretéve szövetkezik Nyssával, hogy elkapják a Sötét Íjászt, és bosszút álljanak Saráért. Merlyn azonban meggyőzi Olivert, hogy ezért a gyilkosságért nem ő a felelős, és ezzel Oliver magára haragítja a Bérgyilkosok Ligáját. |     |                                               |                  |                                                                                         |                                      |             |
| 51. | 5.  | A vírus (The Secret Origin of Felicity Smoak) | Michael Schultz  | Ben Sokolowski & Brian Ford Sullivane                                                   | 2014. november 5. 2016. február 1.   | 2,49 millió |
| Felicityt meglátogatja az anyja, de a lány ettől láthatóan nincs elragadtatva. Ez ráadásul felidézi benne a múltja egyik kellemetlen pillanatát: a volt barátjával ugyanis megalkottak egy szuper számítógépvírust, amivel minden rendszert meg lehet támadni. De óvatlanok voltak. Coopert lecsukták, aki végül a börtönben öngyilkos lett. A várost azonban, szinte Donna megjelenésével egy időben, egy furcsa hackercsoport bénítja meg. Felicitynek hamar feltűnik, hogy pontosan ugyanazzal a vírussal támadnak, amit egykor még ő fejlesztett ki.                                                 |     |                                               |                  |                                                                                         |                                      |             |
| 52. | 6.  | Látomások (Guilty)                            | Peter Leto       | Erik Oleson & Keto Shimizu                                                              | 2014. november 12. 2016. február 8.  | 2,60 millió |
| Roy-nak továbbra is alvásproblémái vannak, és rémálmoktól is szenved. A folyamatosan visszatérő emlékképek miatt azt hiszi, ő ölte meg Sarát. Megkéri Felicityt, hogy végezzen el rajta egy átfogó vizsgálatot, hogy kiderüljön, nem a Mirakuru okozza-e még mindig a látomásait. Eközben egy sorozatgyilkos szedi áldozatait a városban, aki főleg az egyik legkeményebb banda tagjaira vadászik. Minden jel arra utal, hogy Laurel bokszedzője, Ted Grant az elkövető. |     |                                               |                  |                                                                                         |                                      |             |
| 53. | 7.  | A megszállott (Draw Back Your Bow)            | Rob Hardy        | Wendy Mericle & Beth Schwartz                                                           | 2014. november 19. 2016. február 13. | 2,64 millió |
| A Kupidó néven öldöklő Carrie Cutter megszállottja az Íjásznak. Úgy végez az áldozataival, hogy arról mindig értesüljön az álmai férfija. Azóta szerelmes belé, amióta az Íjász megmentette az életét. Ám Olivernek az érzelmeivel is meg kell küzdenie, hiszen Felicity és Ray Palmer egyre közelebb kerülnek egymáshoz. Főleg, miután a férfi elviszi magával Felicityt egy fontos üzleti vacsorára. |     |                                               |                  |                                                                                         |                                      |             |
| 54. | 8.  | A bátor és a vakmerő (The Brave and the Bold) | Jesse Warn       | Történet: Greg Berlanti & Andrew Kreisberg Tévéjáték: Marc Guggenheim & Grainne Godfree | 2014. december 3. 2016. február 22.  | 3,92 millió |
| Oliver és csapata egy titokzatos gyilkos után kutat, aki bumeránggal végez az áldozataival. A nyomozás során kiderül, hogy nem csak ők, hanem az Argus is keresi a férfit, hiszen a legutóbbi áldozat az ő egyik ügynökük volt. Bumeráng kapitány végső célpontja pedig nem más, mint Lyla Michaels. Bosszút akar állni, amiért egy régebbi, balul sikerült akció után likvidálni akarták azt az osztagot, amelyiknek ő is tagja volt. |     |                                               |                  |                                                                                         |                                      |             |
| 55. | 9.  | A csúcson (The Climb)                         | Thor Freudenthal | Jake Coburn & Keto Shimizu                                                              | 2014. december 10. 2016. február 28. | 3,06 millió |
| Raz al Gul ultimátumot ad Olivernek: ha két napon belül nem keríti elő Sara gyilkosát, a Liga ötven embert mészárol le Starling Cityben. A nyomozása során Oliver kap egy videót Merlyntől, ami azt bizonyítja, hogy Thea végez a lánnyal. Malcolm azt akarja elérni, hogy Oliver vállalja magára a gyilkosságot, szálljon szembe a Démon fejével, és ölje meg. |     |                                               |                  |                                                                                         |                                      |             |
| 56. | 10. | Reménytelenül (Left Behind)                   | Glen Winter      | Marc Guggenheim & Erik Oleson                                                           | 2015. január 21. 2016. március 7.    | 3,06 millió |
| Danny Brickwell vezetésével egy új banda alakul meg a Glades-ben. A frissen szabadult börtöntöltelékekből verbuvált csapat célja, hogy átvegyék az uralmat a városrész fölött. Diggle, Roy és Felicity kénytelen Oliver nélkül szembeszállni az új fenyegetéssel. Ám amikor Malcolm felkeresi őket, és közli, hogy Oliver meghalt, Felicity is feladja a reményt, és otthagyja a csapatot. |     |                                               |                  |                                                                                         |                                      |             |
| 57. | 11. | Éjféli város (Midnight City)                  | Nick Copus       | Wendy Mericle & Ben Sokolowski                                                          | 2015. január 28. 2016. március 13.   | 2,91 millió |
| Brickwell elrabol három városházi képviselőt. Csak akkor hajlandó szabadon engedni őket, ha a polgármester kivonja a rendőrséget a Glades városrészből. Egy korábbi, rosszul sikerült akció után Laurel úgy dönt, mégsem lép a húga nyomdokaiba, de amikor belátja, hogy az Oliver nélkül maradt csapatnak nagy szüksége van segítségre, meggondolja magát. |     |                                               |                  |                                                                                         |                                      |             |
| 58. | 12. | Lázadás (Uprising)                            | Jesse Warn       | Beth Schwartz & Brian Ford Sullivan                                                     | 2015. február 4. 2016. március 20.   | 2,94 millió |
| Amióta a rendőrség kivonult a Glades-ből, Brick bandája rettegésben tartja a környéket. Diggle, Roy, Laurel és Felicity nehezen tudja kezelni a káoszt. Ezért amikor Merlyn rájön, hogy valójában Brick ölte meg a feleségét, felajánlja a segítségét a csapatnak. Ezt azonban visszautasítják, és inkább lázadást szítanak Brickwell ellen. |     |                                               |                  |                                                                                         |                                      |             |
| 59. | 13. | A két kanári (Canaries)                       | Michael Schultz  | Jake Coburn & Emilio Ortega Aldrich                                                     | 2015. február 11. 2016. március 27.  | 2,67 millió |
| Werner Zytle-nak sikerül megszöknie, és rögtön elfoglal egy laboratóriumot, hogy mielőbb folytathassa a Vertigo nevű drog gyártását. Laurelnek meggyőződése, hogy segítenie kell a csapatnak a bűnözők elleni harcban, amit Oliver rossz szemmel néz. Főleg azután, hogy Laurel testébe is kerül a hallucinogén anyagból. Eközben Oliver és Thea kényszerű szövetségre lép Malcolmmal, aki elküldi őket Lian Yu szigetére, hogy ott készüljenek fel a Raz Al Gul elleni összecsapásra. |     |                                               |                  |                                                                                         |                                      |             |
| 60. | 14. | A visszatérés (The Return)                    | Dermott Downs    | Marc Guggenheim & Erik Oleson                                                           | 2015. február 18. 2016. április 3.   | 2,91 millió |
| Slade Wilson megszökik a föld alatti börtönből, miközben Thea is a szigeten vannak. Kiderül, hogy Malcolm szándékosan engedte ki, hogy ezzel is motiválja Olivert a Raz elleni összecsapásra. Thea kiszedi Oliver-ből a legféltettebb titkát, és megtudja, hogy valójában ő ölte meg Sarát. A körülményeket megismerve örökre meggyűlöli a vér szerinti apját. |     |                                               |                  |                                                                                         |                                      |             |
| 61. | 15. | Nanda Parbat (Nanda Parbat)                   | Gregory Smith    | Történet: Wendy Mericle & Ben Sokolowski Tévéjáték: Erik Oleson & Ben Sokolowski        | 2015. február 25. 2016. április 10.  | 3,07 millió |
| Thea alkut köt a Ligával, és átadja nekik Merlynt. Oliver viszont úgy dönt, hogy elmegy Nanda Parbatba, és kiszabadítja Malcolmot. Egyrészt, mert szükségük van rá a Liga ellen, másrészt nem akarja, hogy Thea életét végigkísérje a bűntudat, amiért elárulta a saját apját. Eközben Ray Palmer tovább fejleszti az ATOM elnevezésű páncélruhát, és egészen új oldalukról is megismerik egymást Felicityvel. |     |                                               |                  |                                                                                         |                                      |             |
| 62. | 16. | Az ajánlat (The Offer)                        | Dermott Downs    | Beth Schwartz & Brian Ford Sullivan                                                     | 2015. március 18. 2016. április 17.  | 2,56 millió |
| Raz Al Gul látszólag feltétel nélkül elengedi Olivert, Diggle-t és Malcolmot. Csupán egy ajánlatot tesz Olivernek: felkéri, hogy lépjen az örökébe. Miután Oliver láthatóan elgondolkodik ezen, Diggle és Felicity is keményen nekiesnek, és próbálják észhez téríteni. Épp kapóra jön egy újabb bűnbanda felbukkanása, mert ez rádöbbenti Olivert arra, hogy melyik utat is kell járnia. |     |                                               |                  |                                                                                         |                                      |             |
| 63. | 17. | Szuperfegyver (Suicidal Tendencies)           | Jesse Warn       | Keto Shimizu                                                                            | 2015. március 25. 2016. április 24.  | 2,86 millió |
| Diggle és Lyla esküvőjét beárnyékolja, hogy a nászút helyett Kazniába kell menniük, hogy kiszabadítsanak egy szenátort a terroristák fogságából. Az X bevetési egység tagjaként Deadshot és Kupidó is csatlakozik hozzájuk. Eközben több zöld csuklyás íjász is felbukkan Starling Cityben, és összesen nyolc bűnözőt ölnek meg. Miután Palmernek sikerül üzemkész állapotba hozni az Atom nevű szuper-fegyverét, elindul, hogy leszámoljon azzal, akit a fő felelősnek tart: Oliver Queennel. |     |                                               |                  |                                                                                         |                                      |             |
| 64. | 18. | Közellenség (Public Enemy)                    | Dwight Little    | Marc Guggenheim & Wendy Mericle                                                         | 2015. április 1. 2016. május 1.      | 2,48 millió |
| Palmer életveszélyesen megsebesül, amikor az egyik Íjász-hasonmás rátámad a városházára, és megöli a polgármestert. Ray kifejlesztette egy olyan eljárást, amely során nanorobotokat juttathatnak a véráramba, ezzel segítve a gyógyulást, de a kórház nem járul hozzá ennek alkalmazásához. Raz Al Gul felfedi Lance kapitány előtt az Íjász valódi kilétét, hogy ezzel is rákényszerítse Olivert arra, hogy elfogadja az ajánlatát. |     |                                               |                  |                                                                                         |                                      |             |
| 65. | 19. | Törött nyíl (Broken Arrow)                    | Doug Aarniokoski | Történet: Jake Coburn Tévéjáték: Ben Sokolowski & Brian Ford Sullivan                   | 2015. április 15. 2016. május 8.     | 2,47 millió |
| Roy magára vállalja az Íjász szerepét, így Lance kapitánynak – bizonyítékok hiányában – el kell engednie Olivert. Miután feltűnik egy titokzatos bankrabló a városban, Olivernek új segítő után kell néznie. Raz Al Gul semmitől sem riad vissza, hogy meggyőzze Olivert: neki kell átvennie a helyét a Bérgyilkosok Ligájának az élén. |     |                                               |                  |                                                                                         |                                      |             |
| 66. | 20. | A bukás (The Fallen)                          | Antonio Negret   | Wendy Mericle & Oscar Balderrama                                                        | 2015. április 22. 2016. május 15.    | 2,72 millió |
| Oliver csak úgy mentheti meg Thea életét, ha egyezséget köt Raz Al Gullal. A lányt feltámasztják Lázár kútjában, ha Oliver csatlakozik a Bérgyilkosok Ligájához. Felicity még egy utolsó, kétségbeesett kísérletet tesz arra, hogy megmentse Olivert, és ezért kész szerelmet is vallani neki. |     |                                               |                  |                                                                                         |                                      |             |
| 67. | 21. | Metamorfózis (Al Sah-him)                     | Thor Freudenthal | Történet: Beth Schwartz Tévéjáték: Brian Ford Sullivan & Emilio Ortega Aldrich          | 2015. április 29. 2016. május 22.    | 2,39 millió |
| Oliver egy hosszú beavatási szertartáson esik át, hogy a Bérgyilkosok Ligájának teljes jogú tagja, és később vezetője lehessen. Ennek részeként ki kell törölnie minden emléket az otthonáról, a családjáról, a szeretteiről. Raz Al Gul figyelmezteti, hogy végezzen mindenkivel, aki veszélyeztetheti a pozícióját. Oliver ezért le akar számolni Nyssával, de Diggle, Laurel, Thea és Felicity védelmükbe veszik a lányt. |     |                                               |                  |                                                                                         |                                      |             |
| 68. | 22. | Az új barát (This Is Your Sword)              | Wendey Stanzler  | Történet: Erik Oleson Tévéjáték: Ben Sokolowski & Brian Ford Sullivan                   | 2015. május 6. 2016. május 29.       | 2,54 millió |
| Oliver nem várt szövetségest küld a csapathoz. Meg akarja győzni őket arról, hogy a Ligával kötött szövetsége csak álca. Diggle már rég nem bízik meg benne, de be kell látnia, hogy ez az egyetlen esély arra, hogy megmentsék a várost egy esetleges támadástól. Thea megtalálja Roy-t, de nem lehet boldog túl sokáig a fiú mellett. |     |                                               |                  |                                                                                         |                                      |             |
| 69. | 23. | Nevem: Oliver Queen (My Name Is Oliver Queen) | John Behring     | Történet: Greg Berlanti & Andrew Kreisberg Tévéjáték: Marc Guggenheim & Jake Coburn     | 2015. május 13. 2016. június 5.      | 2,83 millió |
| Mikor Raz Al Gul már nagyon közel van a terve megvalósításához, Starling City elpusztításához, Oliver kénytelen felfedni a valódi indítékait. Ám, amikor Raz elmenekül, Oliver csak a barátaihoz fordulhat segítségért, akik továbbra sem bíznak benne. |     |                                               |                  |                                                                                         |                                      |             |

### Negyedik évad (2015–2016)
| Sor. | Év. | Cím                                      | Rendező              | Író                                         | Premier                                | Nézettség   |
| --- | --- | ---------------------------------------- | -------------------- | ------------------------------------------- | -------------------------------------- | ----------- |
| 70. | 1.  | Újra akcióban (Green arrow)              | Thor Freudenthal     | Greg Berlanti & Beth Schwartz               | 2015. október 7. 2016. június 12.      | 2,67 millió |
| Oliver és Felicity látszólagos békében és boldogságban élnek egy kisvárosban. Egy nap azonban felkeresi őket Thea és Laurel. Egy új bűnbanda tartja rettegésben Star City-t, és Diggle-lel hárman kevesek ahhoz, hogy megfékezzék őket. John továbbra sem képes megbocsátani Oliver-nek, amiért fél évvel korábban elrabolta a feleségét. De be kell látnia, hogy az új ellenséggel, Damien Darhkkal nem képes egyedül szembeszállni.                           |     |                                          |                      |                                             |                                        |             |
| 71. | 2.  | A jelölt (The Candidate)                 | John Behring         | Marc Guggenheim & Keto Shimizu              | 2015. október 14. 2016. június 19.     | 2,50 millió |
| A Queen család régi barátja, Jessica Danforth bejelenti, hogy indul a polgármester-választáson. Oliver igyekszik lebeszélni róla, de Jess nem hallgat rá. Csak akkor szembesül a veszélyekkel, amikor az anarchista Lonnie Machin elrabolja a lányát, hogy ezzel felhívja magára Damien Darhk figyelmét. Thea dührohamai egyre aggasztóbbá válnak, ezért Laurel kockázatos lépésre szánja el magát.                                                             |     |                                          |                      |                                             |                                        |             |
| 72. | 3.  | Feltámadás (Restoration)                 | Wendey Stanzler      | Wendy Mericle & Speed Weed                  | 2015. október 21 2016. június 26.      | 2,40 millió |
| Egy újabb metahumán érkezik Star Citybe, akit azért béreltek fel, hogy végezzen a zöld íjásszal. Miután Oliver összecsap vele, és megsebesül, Felicity ráveszi, hogy rendezzék a nézeteltérésüket Diggle-lel. Malcolm nem szeretné, ha Thea még inkább eltávolodna tőle, ezért még arra is hajlandó, hogy feltámassza Sarát. |     |                                          |                      |                                             |                                        |             |
| 73. | 4.  | Összefogás (Beyond Redemption)           | Lexi Alexander       | Beth Schwartz & Ben Sokolowski              | 2015. október 28. 2016. július 3.      | 2,64 millió |
| Két nyomozó is életét veszti, amikor egy bandaháború közepébe csöppennek. Az egyik társaságról kiderül, hogy korrupt rendőrök alkotják, akik el akarják hagyni a várost, miután elegendő pénzt gyűjtöttek össze. Oliver komolyan fontolgatja, hogy visszalép a polgármester-jelöltségtől, miután azzal szembesül, hogy Lance kapitány sem az a szent, akinek korábban beállította magát.                                                                        |     |                                          |                      |                                             |                                        |             |
| 74. | 5.  | Mágia (Haunted)                          | John Badham          | Brian Ford Sullivan & Oscar Balderrama      | 2015. november 4. 2016. július 10.     | 2,60 millió |
| Oliver és a csapat az egész várost tűvé teszi Sara után, aki már több embert is meggyilkolt. Amikor rájönnek, hogy Theaán akar bosszút állni, csapdát állítanak neki. Miközben javában zajlik Oliver választási kampánya, Felicitynek sikerül kikódolnia Ray utolsó üzenetét. |     |                                          |                      |                                             |                                        |             |
| 75. | 6.  | Elveszett lelkek (Lost Souls)            | Antonio Negret       | Beth Schwartz & Emilio Ortega Aldrich       | 2015. november 11. 2016. július 17.    | 2,30 millió |
| Miután Felicity és Curtis dekódolta Ray üzenetét, kiderül, hogy a férfi életben van. Sikerül is videókapcsolatot létesítenie Felicityvel, aki ekkor szembesül azzal hogy a robbanás hatására Palmer összezsugorodott. A nagyobbik baj, hogy Darhk fogságába került. Oliver és a csapat a segítségére indul. |     |                                          |                      |                                             |                                        |             |
| 76. | 7.  | Az új ellenség (Brotherhood)             | James Bamford        | Speed Weed & Keto Shimizu                   | 2015. november 18. 2016. július 24.    | 2,69 millió |
| A szellemekkel folytatott összecsapás során Diggle döbbenten szembesül azzal, hogy az egyik ellenfele a rég halottnak hitt testvére. A csapat igyekszik meggyőzni, hogy ne mondjon le Andyről, és hogy szervezzék meg a kimentését, de John képtelen megbocsátani neki. Oliver polgármester-jelöltként is szembekerül Damien Darhkkal, miután nem fogadja el a támogatását.                                                                                     |     |                                          |                      |                                             |                                        |             |
| 77. | 8.  | A tegnap legendái (Legends of Yesterday) | Thor Freudenthal     | Greg Berlanti & Marc Guggenheim             | 2015. december 2. 2016. július 31.     | 3,66 millió |
| Oliverék Central Citybe mennek, hogy segítsenek Barryéknek. Vandal Savage egy halhatatlan egyiptomi pap, aki az újjászületésük után minden életükben végez a napjainkban Carter és Kendra néven élő Sólyomemberrel és Sólyomlánnyal. |     |                                          |                      |                                             |                                        |             |
| 78. | 9.  | Az ünnep szelleme (Dark Waters)          | John Behring         | Wendy Mericle & Ben Sokolowski              | 2015. december 9. 2016. augusztus 7.   | 2,82 millió |
| Oliver megszervezi az öböl megtisztítását, de Darhk fegyverekkel támad az önkéntesekre. Oliver úgy dönt, a nyilvánosság előtt rántja le a leplet Darhkról, aki bosszúból elrabolja Diggle-t, Theát és Felicityt. Oliver kénytelen Malcolmmal szövetkezni, hogy kiszabadíthassa a barátait. |     |                                          |                      |                                             |                                        |             |
| 79. | 10. | A közveszélyes (Blood Debts)             | Jesse Warn           | Oscar Balderrama & Sarah Tarkoff            | 2016. január 20. 2016. augusztus 14.   | 2,83 millió |
| Az anarchista Lonnie Machin visszatér Star Citybe, hogy végezzen Darhkkal. Ez feszültséget okoz a csapaton belül, mivel Oliver rajta keresztül akar eljutni Darhkhoz, a többiek viszont közveszélyes őrültnek tartják, akinek börtönben a helye. Felicity több műtéten is átesett a támadás után, de az orvosoknak rossz hírt kell közölniük az édesanyjával, Donnával.                                                                                         |     |                                          |                      |                                             |                                        |             |
| 80. | 11. | Régi bajtársak (A.W.O.L.)                | Charlotte Brändström | Brian Ford Sullivan & Emilio Ortega Aldrich | 2016. január 27. 2016. augusztus 21.   | 2,78 millió |
| Az Argus egyik ügynöke épp Lylától kérne segítséget, amikor elrabolják, és megölik. A szálak egy Árnyékszirt nevű katonai szervezethez vezetnek, ahol törvénytelenségekre bukkant az ügynök. Diggle tudja, hogy a testvérének is köze volt hozzájuk még Afganisztánban, épp ezért azzal is tisztában van, hogy most csak az ő segítségével állíthatják meg őket.                                                                                                |     |                                          |                      |                                             |                                        |             |
| 81. | 12. | Valamit valamiért (Unchained)            | Kevin Fair           | Speed Weed & Beth Schwartz                  | 2016. február 3. 2016. augusztus 28.   | 2,48 millió |
| Thea és Oliver egy betörőt üldöznek, amikor a lány hirtelen elveszíti az eszméletét. Malcolm felvilágosítja Oliver-t, hogy csak akkor javul a húga állapota, ha csillapítja a vérszomját. Nyssa kiszabadul a cellájából, és alkut ajánl Oliver-nek. Star City-t eközben egy újabb ellenség fenyegeti, aki a város hálózatait leterhelve akar a lehető legtöbb emberrel végezni. Az ellene folytatott küzdelem során egy régi ismerős is besegít a csapatnak.    |     |                                          |                      |                                             |                                        |             |
| 82. | 13. | Az apák bűnei (Sins of the Father)       | Gordon Verheul       | Ben Sokolowski & Keto Shimizu               | 2016. február 10. 2016. szeptember 4.  | 2,44 millió |
| Felicity döbbenten szembesül azzal, hogy a legutóbbi ellenfelük, aki el akarta pusztítani a várost, nem más, mint az apja, aki most szeretné rendezni vele a viszonyát. Thea élet-halál között lebeg, de Nyssa csak akkor hajlandó átadni az egyetlen ellenszert, ami segíthet, ha Oliver megszerzi neki a Démon Fejének gyűrűjét Malcolmtól. |     |                                          |                      |                                             |                                        |             |
| 83. | 14. | Robbanásveszély (Code of Silence)        | James Bamford        | Wendy Mericle & Oscar Balderrama            | 2016. február 17. 2016. szeptember 11. | 2,44 millió |
| Oliver polgármester-jelölti vitára készül Ruvé Adamsszel, Darhk emberei azonban merényletet terveznek a helyszínen. Korábban Lance kapitányt is meg akarták ölni, balesetnek álcázva egy robbanást, de Laurel megmentette az apját. Miközben Felicity az eljegyzési partira készül, Donna úgy érzi, nem bízhat a kapitányban, ezért szakítani akar vele. |     |                                          |                      |                                             |                                        |             |
| 84. | 15. | Elrabolva (Taken)                        | Gregory Smith        | Marc Guggenheim                             | 2016. február 24. 2016. szeptember 18. | 2,70 millió |
| Darhk Malcolm segítségével elrabolja Oliver fiát. Oliver régi barátját, Vixent is felkéri, hogy segítsen a felkutatásában. Samantha belátja, hogy hibázott, amikor azt a feltételt szabta, hogy Oliver csak akkor láthatja a fiút, ha senkinek sem beszél róla. Felicity azonban ennek ellenére is képtelen megbirkózni a ténnyel, hogy a vőlegénye eltitkolt előle egy ilyen fontos dolgot.                                                                    |     |                                          |                      |                                             |                                        |             |
| 85. | 16. | Összetört szívek (Broken Hearts)         | John F. Showalter    | Rebecca Bellotto & Nolan Dunbar             | 2016. március 23. 2016. szeptember 25. | 2,09 millió |
| Kupidó kiszabadul az Argus fogságából, és híres párokat vesz célba, akik nemrég kötöttek esküvőt. Oliver és a csapat megtalálja a búvóhelyét, ahol kiderül, hogy Carrie őket is meg akarta ölni, mielőtt Felicity felbontotta az eljegyzésüket. Ahhoz viszont hogy elkaphassák, mégis meg kell rendezniük az esküvőjüket. Eközben megkezdődik Darhk előzetes bírósági meghallgatása, melynek során Lance kapitány önmagára nézve is terhelő vallomást tesz.     |     |                                          |                      |                                             |                                        |             |
| 86. | 17. | A remény sugarai (Beacon of Hope)        | Michael Schultz      | Ben Sokolowski & Brian Ford Sullivan        | 2016. március 30. 2016. október 2.     | 2,34 millió |
| Brie Larvan, akit Felicity segített rács mögé juttatni, megszökik a börtönből, és beveszi magát a Palmer Tech épületébe, ahol túszokat ejt. Azt a mikrochipet követeli, ami Felicitynek is segített ismét járni. Oliveréknek egy egész kaptárnyi robotméhet kell legyőznie ahhoz, hogy kiszabadíthassák Felicityt, Theát és a többi túszt. |     |                                          |                      |                                             |                                        |             |
| 87. | 18. | Lázadás (Eleven-Fifty-Nine)              | Rob Hardy            | Marc Guggenheim & Keto Shimizu              | 2016. április 6. 2016. október 9.      | 2,24 millió |
| Malcolm ellopja a bálványt az Íjászbarlangból, és becsempészi Darhknak a börtönbe. Oliver nem bízik meg Andyben, és azzal vádolja, hogy még mindig a Kaptárnak dolgozik, amivel kiváltja Diggle haragját. Darhk visszanyeri az erejét, lázadást szít a börtönben, és beváltja a Lance kapitánynak tett ígéretét. |     |                                          |                      |                                             |                                        |             |
| 88. | 19. | A Fekete Kanári (Canary Cry)             | Laura Belsey         | Wendy Mericle & Beth Schwartz               | 2016. április 27. 2016. október 16.    | 2,27 millió |
| Laurel halála után ismét feltűnik a Fekete Kanári Star Cityben. Evelyn Sharp azért öltötte magára a jelmezt, hogy bosszút állhasson a Kaptáron a szülei halála miatt. Ruvé Darhk azonban politikai haszonszerzésre használja ki a felbukkanását, és átfogó hadjáratot indít az igazságosztók ellen. |     |                                          |                      |                                             |                                        |             |
| 89. | 20. | Genezis (Genesis)                        | Gregory Smith        | Oscar Balderrama & Emilio Ortega Aldrich    | 2016. május 4. 2016. október 23.       | 2,07 millió |
| Oliver pár napra Hub Citybe utazik, hogy ott találkozzon egy mágussal, aki megtaníthatja neki, hogyan szállhat szembe Darhkkal. Thea kihasználja az alkalmat, és Alexszel elutaznak néhány napra, de a kellemes pihenést hamar felváltja a nyugtalanság. Andy csapdába csalja Johnt, hogy rajta keresztül eljuthassanak Lylához, mivel nála van az utolsó elem, ami ahhoz kell, hogy Darhk beindíthassa a Genezis tervet.                                       |     |                                          |                      |                                             |                                        |             |
| 90. | 21. | Tűzparancs (Monument Point)              | Kevin Tancharoen     | Speed Weed & Jenny Lynn                     | 2016. május 11. 2016. október 30.      | 2,16 millió |
| Darhk megszerezte a világ összes nukleáris rakétája feletti irányítást. Az a célja, hogy elpusztítson mindent, és mindenkit, hogy aztán ő és a követői újjáépíthessék a világot a föld alól. A börtönlázadás során Felicity apja is megszökött Iron Heights-ból, és mivel ő az egyetlen, aki tudja, hogyan lehet feltörni a Rubikon programot, Oliverék mindent tűvé tesznek utána.                                                                             |     |                                          |                      |                                             |                                        |             |
| 91. | 22. | Noé bárkája (Lost in the Flood)          | Glen Winter          | Brian Ford Sullivan & Oscar Balderrama      | 2016. május 18. 2016. november 6.      | 1,94 millió |
| Miközben Felicity az apja segítségével igyekszik hatástalanítani a nukleáris töltetek vezérlését irányító Rubikont, Oliver és Diggle megtalálják Darhk hatalmas, földalatti világát. Ám míg ők csak Theát akarják kiszabadítani, az anarchista Lonnie Machin ismét megpróbál végezni Damien Darhkkal. |     |                                          |                      |                                             |                                        |             |
| 92. | 23. | A sötétség kapujában (Schism)            | John Behring         | Wendy Mericle & Marc Guggenheim             | 2016. május 25. 2016. november 13.     | 2,19 millió |
| A felesége halála, és a földalatti világ megsemmisülése után Damien Darhk úgy dönt, az egész Földet elpusztítja. Tizenötezer ballisztikus rakétát lő ki a világ legkülönbözőbb pontjaira. Felicity Curtis segítségével próbál a régi szerelme, Cooper nyomára bukkanni, hogy megakadályozzák a katasztrófát. Oliver számára világossá válik, hogy az utolsó pillanatig sem adhatja fel a reményt, és egy lelkesítő beszéddel Darhk ellen vezeti a város lakóit. |     |                                          |                      |                                             |                                        |             |

### Ötödik évad (2016–2017)
| Sor. | Év. | Cím                                        | Rendező          | Író                                         | Premier                                | Nézettség   |
| --- | --- | ------------------------------------------ | ---------------- | ------------------------------------------- | -------------------------------------- | ----------- |
| 93. | 1.  | Örökség (Legacy)                           | James Bamford    | Marc Guggenheim & Wendy Mericle             | 2016. október 5. 2017. szeptember 23.  | 1,87 millió |
| Oliver nem túl aktív polgármesterként, mert az Íjász csapat felbomlása után egyedül maradt, a városban pedig egyre jobban terjed a bűnözés. A rendőrségre sem számíthat, mert több a korrupt rendőr, mint a becsületes. Felicity igyekszik meggyőzni, hogy alapítson egy új csapatot, új emberekkel. Jelentkező bőven akadna. |     |                                            |                  |                                             |                                        |             |
| 94. | 2.  | Az újoncok (The Recruits)                  | James Bamford    | Speed Weed & Beth Schwartz                  | 2016. október 12. 2017. szeptember 30. | 1,94 millió |
| Miközben egy új csapat felépítésén dolgozik, polgármesterként a bűnözés visszaszorítása állítja kihívás elé Olivert. Nemcsak Tobias Church, a rettegett bandavezér, de a rejtélyes Rongyember is felbukkan Star City-ben, aki megtámadja egy jótékonysági rendezvény fő támogatóját. Church pedig nem az egyetlen, aki az Íjászra vadászik.                                                                                               |     |                                            |                  |                                             |                                        |             |
| 95. | 3.  | Bizalmi kérdés (A Matter of Trust)         | Gregory Smith    | Ben Sokolowski & Emilio Ortega Aldrich      | 2016. október 19. 2017. szeptember 30. | 1,79 millió |
| Olivernek gondot okoz az új csapat megszervezése, mivel Evelyn, és Veszett Kutya Rene is Derek Sampson, a veszélyes díler nyomába ered, a határozott tiltás ellenére. Polgármesterként pedig egy riporternő igyekszik kellemetlen helyzetbe hozni, amiért Thea dönt helyette. Eközben John Diggle-t koholt vádak alapján letartóztatják, és börtönbe zárják.                                                                              |     |                                            |                  |                                             |                                        |             |
| 96. | 4.  | Vezeklés (Penance)                         | Dermott Downs    | Brian Ford Sullivan & Oscar Balderrama      | 2016. október 26. 2017. szeptember 30. | 1,87 millió |
| Felicity és John határozott tiltakozása ellenére Oliver és Lyla megszervezik a férfi megszöktetését a katonai börtönből. Ehhez Olivernek hátra kell hagynia a csapatot, akik így nélküle kénytelenek szembeszállni Church-csel, aki nemcsak Lance-t, de a kerületi ügyészt is hajlandó lenne megölni a célja érdekében. |     |                                            |                  |                                             |                                        |             |
| 97. | 5.  | A tökéletes célpont (Human Target)         | Laura Belsey     | Oscar Balderrama & Sarah Tarkoff            | 2016. november 2. 2017. október 7.     | 1,61 millió |
| Sikerül kiszabadítani Renét a fogságból, de a kínzások hatására megtört, és elárulta, hogy Oliver az íjász. Church bérgyilkost küld Oliverre, mert csak akkor válthatja valóra a tervét, ha a polgármester kikerül a képből. Eközben Oliver igyekszik megemészteni, hogy Felicity már túllépett rajta, és Malone nyomozóval randevúzik.                                                                                                   |     |                                            |                  |                                             |                                        |             |
| 98. | 6.  | A kezdet (So It Begins)                    | John Behring     | Wendy Mericle & Brian Ford Sullivan         | 2016. november 9. 2017. október 7.     | 1,95 millió |
| Tobias Church meggyilkolása után Prométheusz látszólag vaktában választja ki a következő áldozatait. Felicitynek azonban sikerül kidolgoznia egy olyan algoritmust, ami azt mutatja, hogy tudatosan keres célpontokat, méghozzá Oliver apjának régi listája alapján. A gyilkossághoz használt dobócsillagokat pedig Oliver használt nyílvesszőiből készíti.                                                                               |     |                                            |                  |                                             |                                        |             |
| 99. | 7.  | Az igazságosztó (Vigilante)                | Gordon Verheul   | Ben Sokolowski & Emilio Ortega Aldrich      | 2016. november 16. 2017. október 7.    | 1,86 millió |
| Egy új igazságosztó bukkan fel Star City-ben, aki kegyetlenül és válogatás nélkül végez a bűnözőkkel. Így Olivernek már nemcsak a Prométheusz jelentette fenyegetéssel kell szembenéznie, de az új sorozatgyilkossal is fel kell vennie a harcot. Thea meggyőzi Lance-t, hogy menjen elvonókúrára, főleg, miután Prométheusz egyik dobócsillagát az ő lakásán találták meg                                                                |     |                                            |                  |                                             |                                        |             |
| 100. | 8.  | Invázió 2. rész (Invasion!)                | James Bamford    | Marc Guggenheim & Wendy Mericle             | 2016. november 30. 2017. október 14.   | 3,55 millió |
| A földet megtámadják a dominátor nevű földönkívüliek, és elrabolják Olivert, Sarát, Ray Palmert, Theát és Diggle-t. Mind az öten egy alternatív valóságban találják magukat, ahol a korábbi fő ellenségeikkel kell megküzdeniük, hogy kiszabadulhassanak. A történet folytatódik a A holnap Legendái-ban |     |                                            |                  |                                             |                                        |             |
| 101. | 9.  | Kísért a múlt (What We Leave Behind)       | Antonio Negret   | Wendy Mericle & Beth Schwartz               | 2016. december 7. 2017. október 21.    | 1,94 millió |
| Prométheusz megtámadja Curtist egy mérgezett dobócsillaggal. Az anyagot Justin Claybourne cége gyártotta négy évvel ezelőtt, amíg az íjász le nem számolt vele. A nyomozása során Malone talál egy fotót egy gyerekről, akiről kiderül, hogy Claybourne eltitkolt gyereke. Olivernek sikerül Prométheusz nyomára bukkannia, de a leszámolás nem úgy alakul, ahogy eltervezte.                                                             |     |                                            |                  |                                             |                                        |             |
| 102. | 10. | A fekete szirén (Who Are You?)             | Gregory Smith    | Ben Sokolowski & Brian Ford Sullivan        | 2017. január 25. 2017. október 28.     | 1,68 millió |
| Oliver legnagyobb döbbenetére Laurel visszatér a túlvilágról. Felicity azonban hamar kideríti, hogy egy párhuzamos univerzumból szabadította ki Prométheusz, és mindenben az ellenkezője annak a Laurelnek, akit a csapat ismert. Oliver felkéri Chase kerületi ügyészt, hogy segítsen Johnnak, akit csapdába csalt a katonai rendészet, így ismét börtönbe került.                                                                       |     |                                            |                  |                                             |                                        |             |
| 103. | 11. | Második esély (Second Chances)             | Mark Bunting     | Speed Weed & Sarah Tarkoff                  | 2017. február 1. 2017. november 4.     | 1,91 millió |
| Oliver mindenáron szeretné megtalálni az új Fekete Kanárit, aki Laurel örökébe léphetne. Az egyetlen ideális jelölt egy rendőrnő, akinek a társát három évvel korábban megölte az egyik banda vezetője. Dinah mereven elzárkózik az együttműködéstől, mert egyedül akar bosszút állni. Eközben Felicity talál valamit, ami segíthet Johnnak kijutni a börtönből.                                                                          |     |                                            |                  |                                             |                                        |             |
| 104. | 12. | Az orosz kapcsolat (Bratva)                | Ben Bray         | Oscar Balderrama & Emilio Ortega Aldrich    | 2017. február 8. 2017. november 11.    | 1,61 millió |
| Miután tisztázták Johnt a hamis vádak alól, Oliver és a csapat Walker nyomába erednek. A tábornok Oroszországban akar üzletet kötni a terroristákkal, ezért Oliver felkeresi a régi orosz kapcsolatát. Cserébe azonban neki is tennie kell valamit a Bratva számára, aminek egykor ő is a tagja volt. |     |                                            |                  |                                             |                                        |             |
| 105. | 13. | A fegyver szava (Spectre of the Gun)       | Kristin Windell  | Marc Guggenheim                             | 2017. február 15. 2017. november 18.   | 1,66 millió |
| Egy fegyveres ront be a városházára, ahol hét embert megöl, többet pedig megsebesít. Ez a tragédia rávilágít a fegyvertartás szabályozásának hiányosságaira, amivel Olivernek polgármesterként meg kell küzdenie. Rene és Curtis a két ellentétes oldalt képviselik, míg fény nem derül Rene életének egyik eltitkolt részletére. |     |                                            |                  |                                             |                                        |             |
| 106. | 14. | A bűn angyalai (The Sin-Eater)             | Mary Lambert     | Barbara Bloom & Jenny Lynn                  | 2017. február 22. 2017. november 25.   | 1,54 millió |
| Liza Warner, Carrie Cutter és China White, akiket korábban Oliver juttatott rács mögé, kiszabadulnak a börtönből. Meg akarják szerezni azt a százmillió dollárt, amit még Tobias Church kapott az AmerTek vállalattól. Eközben Thea mindent elkövet, hogy megakadályozza Susan Williamset abban, hogy leleplezze a zöld íjászt. |     |                                            |                  |                                             |                                        |             |
| 107. | 15. | Tüzet tűzzel (Fighting Fire with Fire)     | Michael Schultz  | Speed Weed & Ben Sokolowski                 | 2017. március 1. 2017. december 2.     | 1,60 millió |
| Amikor kiderül, hogy Oliver és Chase kerületi ügyész el akarták tussolni Malone nyomozó halálának körülményeit, a képviselő-testület bizalmatlansági eljárást kezdeményez Oliver ellen. Ismét felbukkan az igazságosztó, akinek már ez is elég ahhoz, hogy bűnösnek kiáltsa ki Olivert, és leszámoljon vele. |     |                                            |                  |                                             |                                        |             |
| 108. | 16. | Sakk-matt (Checkmate)                      | Ken Shane        | Beth Schwartz & Sarah Tarkoff               | 2017. március 15. 2017. december 9.    | 1,53 millió |
| Prométheusz elrabolja Susan Williamset, és közvetlenül utána felfedi magát Oliver előtt, aki mind polgármesterként, mint a zöld íjászként tehetetlennek tűnik vele szemben. Felicity csatlakozik a Hélix nevű hekkercsoporthoz, akik segítenek megkeresni Susant, de cserébe ők is kérnek valamit. |     |                                            |                  |                                             |                                        |             |
| 109. | 17. | A csuklyás (Kapiushon)                     | Kevin Tancharoen | Brian Ford Sullivan & Emilio Ortega Aldrich | 2017. március 22. 2017. december 16.   | 1,38 millió |
| Chase elrabolja Olivert, és egy vallomást akar kicsikarni belőle. Azt akarja, hogy árulja el a legféltettebb titkát, amit még saját magának sem mer bevallani. Így akar bosszút állni azért, mert a zöld íjász megölte az apját. Azért, hogy Oliver megtalálja a választ, fel kell elevenítenie, hogy hogyan is vált a csuklyássá, amikor Oroszországban leszámolt a Bratva ellenségével.                                                 |     |                                            |                  |                                             |                                        |             |
| 110. | 18. | Külön utakon (Disbanded)                   | J.J. Makaro      | Rebecca Bellotto                            | 2017. március 29. 2017. december 23.   | 1,55 millió |
| A Chase fogságában töltött idő hatására Oliver feloszlatja az íjász csapatot, mert nem akarja, hogy a többiek miatta szenvedjenek. Ennek ellenére azonban nem tett le arról, hogy végezzen Chase-szel, ezért felkéri régi orosz barátját, Anatolijt, hogy a Bratva emberei végezzenek Prométheusszal. De a csapat nem adja fel, és ők is kidolgoznak egy tervet Chase likvidálására.                                                      |     |                                            |                  |                                             |                                        |             |
| 111. | 19. | Veszedelmes viszonyok (Dangerous Liaisons) | Joel Novoa       | Speed Weed & Elizabeth Kim                  | 2017. április 26. 2017. december 30.   | 1,36 millió |
| A Hélix nevű hackercsoport hajlandó segíteni Felicitynek megtalálni Chase-t, ha a lány is segít nekik kiszabadítani a vezetőjüket az Argus fogságából. Ez nem csak Oliver és Felicity, de Lyla és Diggle között is komoly feszültségeket szül. Lance eközben arról győzködi Renét, hogy ne adja fel a küzdelmet, és harcoljon azért, hogy visszaszerezhesse a lányát.                                                                     |     |                                            |                  |                                             |                                        |             |
| 112. | 20. | Bizalom (Underneath)                       | Wendey Stanzler  | Wendy Mericle & Beth Schwartz               | 2017. május 3. 2018. január 6.         | 1,36 millió |
| Chase rárobbantja az Íjász-barlangot Felicityre és Oliverre, ezzel elvágva őket a külvilágtól. A robbanás következtében minden elektromos berendezés tönkremegy, így csak magukra számíthatnak, illetve abban bízhatnak, hogy a csapat kitalál valamit, amivel megmentheti őket. |     |                                            |                  |                                             |                                        |             |
| 113. | 21. | Tiszteld atyádat! (Honor Thy Fathers)      | Laura Belsey     | Marc Guggenheim & Sarah Tarkoff             | 2017. május 10. 2018. január 13.       | 1,65 millió |
| Amint kiderül, hogy Chase a sorozatgyilkos, minden ügyben, amiben ő képviselte a vádat, perújrafelvételt rendelnek el, a korábbi elítélteket pedig szabadon engedik. Köztük Derek Sampsont is, aki cserébe segít Chase-nek előállítani egy mérgező anyagot, amivel az egész várost elpusztíthatják. Miután Chase gyilkossággal vádolja meg Robert Queent, Oliver megmutatja a videót Theának, amit az apjuk még a halála előtt készített. |     |                                            |                  |                                             |                                        |             |
| 114. | 22. | Elrabolva (Missing)                        | Mairzee Almas    | Speed Weed & Oscar Balderrama               | 2017. május 17. 2018. január 20.       | 1,44 millió |
| Habár Chase-t szigorú felügyelet alatt őrzik az Argus börtönében, az Íjász csapat tagjai titokzatos módon, egyesével eltűnnek, míg végül Oliver egyedül marad. Ez is része volt Chase tervének, melynek végrehajtásában Evelyn és a párhuzamos világból szabadult Laurel is segít neki. Oliver váratlan helyről kap szövetségest Malcolm Merlyn személyében, aki csak Thea miatt lép kapcsolatba az íjásszal.                             |     |                                            |                  |                                             |                                        |             |
| 115. | 23. | Dupla vagy semmi (Lian Yu)                 | Jesse Warn       | Marc Guggenheim & Wendy Mericle             | 2017. május 24. 2018. január 27.       | 1,72 millió |
| Chase Lian Yu szigetére viszi a foglyait, Oliver barátait és Samanthát, akitől a fia született. Malcolm és Nyssa al Ghul segítségével Oliver kiszabadítja őket, és Chase nyomába ered, aki egy hajóval próbál megszökni a szigetről. A szigeten rekedt csapat helyzete tovább romlik, amikor kiderül, hogy Chase az egész szigetet aláaknázta, és a kioldó szerkezet akkor aktiválódik, ha ő meghal.                                      |     |                                            |                  |                                             |                                        |             |

### Hatodik évad (2017–2018)
| Sor. | Év. | Cím                                                        | Rendező            | Író                                                                                  | Premier            | Nézettség   |
| --- | --- | ---------------------------------------------------------- | ------------------ | ------------------------------------------------------------------------------------ | ------------------ | ----------- |
| 116. | 1.  | Utóhatás (Fallout)                                         | James Bamford      | Marc Guggenheim & Wendy Mericle                                                      | 2017. október 12.  | 1,52 millió |
| 117. | 2.  | Áldozat (Tribute)                                          | Laura Belsey       | Történet: Adam Schwartz Tévéjáték: Marc Guggenheim & Beth Schwartz                   | 2017. október 19.  | 1,51 millió |
| 118. | 3.  | Hozzátartozó (Next of Kin)                                 | Kevin Tancharoen   | Speed Weed & Oscar Balderrama                                                        | 2017. október 26.  | 1,34 millió |
| 119. | 4.  | Fordulópont (Reversal)                                     | Gregory Smith      | Sarah Tarkoff & Emilio Ortega Aldrich                                                | 2017. november 2.  | 1,33 millió |
| 120. | 5.  | Deathstroke visszatér (Deathstroke Returns)                | Joel Novoa         | Ben Sokolowski & Spiro Skentzos                                                      | 2017. november 9.  | 1,29 millió |
| 121. | 6.  | Betartott ígéretek (Promises Kept)                         | Antonio Negret     | Oscar Balderrama & Rebecca Bellotto                                                  | 2017. november 16. | 1,28 millió |
| 122. | 7.  | Hálaadás (Thanksgiving)                                    | Gordon Verheul     | Wendy Mericle & Speed Weed                                                           | 2017. november 23. | 1,11 millió |
| 123. | 8.  | Válság az X-földön, 2. rész (Crisis on Earth-X, Part 2)    | James Bamford      | Történet:Marc Guggenheim & Andrew Kreisberg Tévéjáték:Wendy Mericle & Ben Sokolowski | 2017. november 27. | 2,52 millió |
| Barry és Iris esküvője összehozza a bandát, de a dolgok rosszul sülnek el, amikor az X-Földről érkezett gonosztevők megtámadják a násznépet. Az összes szuperhős akcióba lép, és egyesítik erejüket barátaikkal, többek között Citizen Colddal, The Ray-jel, Felicity Smoakkal, Iris Westtel és Alex Danvers-szel az eddigi legveszélyesebb ellenséggel szemben. A Föld legmenőbb szuperhősei – a Zöld Íjász, Supergirl, The Flash és White Canary – vezetik csapataikat a harcba a világ megmentésére. |     |                                                            |                    |                                                                                      |                    |             |
| 124. | 9.  | Kiküszöbölhetetlen ellentétek (Irreconcilable Differences) | Laura Belsey       | Beth Schwartz & Sarah Tarkoff                                                        | 2017. december 7.  | 1,30 millió |
| 125. | 10. | Megosztva (Divided)                                        | James Bamford      | Ben Sokolowski & Emilio Ortega Aldrich                                               | 2018. január 18.   | 1,38 millió |
| 126. | 11. | A bukás (We Fall)                                          | Wendey Stanzler    | Speed Weed & Spiro Skentzos                                                          | 2018. január 25.   | 1,38 millió |
| 127. | 12. | Minden hiába (All for Nothing)                             | Mairzee Almas      | Beth Schwartz & Oscar Balderrama                                                     | 2018. február 1.   | 1,24 millió |
| 128. | 13. | Az ördög legnagyobb trükkje (The Devil's Greatest Trick)   | JJ Makaro          | Sarah Tarkoff & Emilio Ortega Aldrich                                                | 2018. február 8.   | 1,30 millió |
| 129. | 14. | Összetűzés (Collision Course)                              | Ken Shane          | Oscar Balderrama & Rebecca Bellotto                                                  | 2018. március 1.   | 1,11 millió |
| 130. | 15. | Hasonmás (Doppelganger)                                    | Kristin Windell    | Történet: Christos Gage & Ruth Fletcher Gage Tévéjáték: Speed Weed                   | 2018. március 8.   | 1,28 millió |
| 131. | 16. | A Thanatos Szövetség (The Thanatos Guild)                  | Joel Novoa         | Beth Schwartz & Ben Sokolowski                                                       | 2018. március 29.  | 1,12 millió |
| 132. | 17. | Bajtársak (Brothers in Arms)                               | Mark Bunting       | Sarah Tarkoff & Jeane Wong                                                           | 2018. április 5.   | 0,87 millió |
| 133. | 18. | Alapok (Fundamentals)                                      | Ben Ray            | Speed Weed & Emilio Ortega Aldrich                                                   | 2018. április 12.  | 1,06 millió |
| 134. | 19. | A Sárkány (The Dragon)                                     | Gordon Verheul     | Spiro Skentzos & Elizabeth Kim                                                       | 2018. április 19.  | 0,96 millió |
| 135. | 20. | Megingott hűségek (Shifting Allegiances)                   | Alexandra La Roche | Wendy Mericle & Rebecca Bellotto                                                     | 2018. április 26.  | 0,87 millió |
| 136. | 21. | A 11-19-41-73-as ügyirat (Docket No. 11-19-41-73)          | Andi Armaganian    | Történet:Marc Guggenheim Tévéjáték:Ubah Mohamed & Tyron B.Carter                     | 2018. május 3.     | 1,10 millió |
| 137. | 22. | A kötelék, ami összetart (The Ties That Bind)              | Tara Miele         | Ben Sokolowski & Oscar Balderrama                                                    | 2018. május 10.    | 1,00 millió |
| 138. | 23. | Életfogytiglan (Life Sentence)                             | James Bamford      | Wendy Mericle & Marc Guggenheim                                                      | 2018. május 17.    | 1,35 millió |

### Hetedik évad (2018–2019)
| Sor. | Év. | Cím                                                  | Rendező            | Író                                                 | Premier            | Nézettség   |
| ---- | --- | ---------------------------------------------------- | ------------------ | --------------------------------------------------- | ------------------ | ----------- |
| 139. | 1.  | A 4587-es fegyenc (Inmate 4587)                      | James Bamford      | Beth Schwatz & Oscar Balderrama                     | 2018. október 15.  | 1,43 millió |
| 140. | 2.  | A Hosszúíj Vadászok (The Longbow Hunters)            | Laura Belsey       | Jill Blankenship & Rebecca Bellotto                 | 2018. október 22.  | 1,18 millió |
| 141. | 3.  | Átlépett határok (Crossing Lines)                    | Gordon Verheul     | Onalee Hunter & Sarah Tarkoff                       | 2018. október 29.  | 1,15 millió |
| 142. | 4.  | A második szint (Level Two)                          | Ben Bray           | Emilio Ortega Aldrich & Tonya Kong                  | 2018. november 5.  | 1,08 millió |
| 143. | 5.  | A démon (The Demon)                                  | Mark Bunting       | Benjamin Raab & Deric A. Hughes                     | 2018. november 12. | 1,26 millió |
| 144. | 6.  | A tisztességes eljárás (Due Process)                 | Kristin Windell    | Sarah Tarkoff & Tonya Kong                          | 2018. november 19. | 1,03 millió |
| 145. | 7.  | A Slabside rabjai (The Slabside Redemption)          | James Bamford      | Jill Blankenship & Rebecca Bellotto                 | 2018. november 26. | 1,31 millió |
| 146. | 8.  | Leleplezve (Unmasked)                                | Alexandra La Roche | Oscar Balderrama & Beth Schwartz                    | 2018. december 3.  | 1,35 millió |
| 147. | 9.  | Másvilágok, 2. rész (Elseworlds, Part 2)             | James Bamford      | Történet: Caroline Dries Tévéjáték: Marc Guggenheim | 2018. december 10. | 2,06 millió |
| 148. | 10. | A nevem Emiko Queen (My Name Is Emiko Queen)         | Andi Armaganian    | Benjamin Raab & Deric A. Hughes                     | 2019. január 21.   | 1,22 millió |
| 149. | 11. | A múlt bűnei (Past Sins)                             | David Ramsey       | Onalee Hunter Hughes & Tonya Kong                   | 2019. január 28.   | 1,18 millió |
| 150. | 12. | A Smaragd Íjász (Emerald Archer)                     | Glen Winter        | Marc Guggenheim & Emilio Ortega Aldrich             | 2019. február 4.   | 1,07 millió |
| 151. | 13. | A Star City Mészáros (Star City Slayer)              | Gregory Smith      | Beth Schwartz & Jill Blankenship                    | 2019. február 11.  | 1,09 millió |
| 152. | 14. | Fivérek és nővérek (Brothers & Sisters)              | Marcus Stokes      | Rebecca Bellotto & Jeane Wong                       | 2019. március 4.   | 0,89 millió |
| 153. | 15. | A kiképzés (Training Day)                            | Ruba Nadda         | Emilio Ortega Aldrich & Rebecca Rosenberg           | 2019. március 11.  | 1,02 millió |
| 154. | 16. | Star City 2040 (Star City 2040)                      | James Bamford      | Beth Schwartz & Oscar Balderrama                    | 2019. március 18.  | 1,00 millió |
| 155. | 17. | Öröklés (Inheritance)                                | Patia Prouty       | Sarah Tarkoff & Elizabeth Kim                       | 2019. március 25.  | 1,01 millió |
| 156. | 18. | Elveszett Kanári (Lost Canary)                       | Kristin Windell    | Jill Blankenship & Elisa Delson                     | 2019. április 15.  | 0,71 millió |
| 157. | 19. | Spártai (Spartan)                                    | Avi Youabian       | Benjamin Raab & Deric A. Hughes                     | 2019. április 22.  | 0,71 millió |
| 158. | 20. | Vallomások (Confessions)                             | Tara Miele         | Onalee Hunter Hughes & Emilio Ortega Aldrich        | 2019. április 29.  | 0,64 millió |
| 159. | 21. | Élő bizonyíték (Living Proof)                        | Gordon Verheul     | Oscar Balderrama & Sarah Tarkoff                    | 2019. május 6.     | 0,63 millió |
| 160. | 22. | Megmentetted ezt a várost (You Have Saved This City) | James Bamford      | Beth Schwartz & Rebecca Bellotto                    | 2019. május 13.    | 0,95 millió |

### Nyolcadik évad (2019–2020)
| Sor. | Év. | Cím                                                                   | Rendező               | Író                                                                    | Premier            | Nézettség   |
| ---- | --- | --------------------------------------------------------------------- | --------------------- | ---------------------------------------------------------------------- | ------------------ | ----------- |
| 161. | 1.  | Starling City (Starling City)                                         | James Bamford         | Beth Schwartz & Marc Guggenheim                                        | 2019. október 15.  | 0,84 millió |
| 162. | 2.  | Üdv Hong Kongban (Welcome to Hong Kong)                               | Antonio Negret        | Jill Blankenship & Sarah Tarkoff                                       | 2019. október 22.  | 0,77 millió |
| 163. | 3.  | Hitugrás (Leap of Faith)                                              | Katie Cassidy Rodgers | Emilio Ortega Aldrich & Elizabeth Kim                                  | 2019. október 29.  | 0,76 millió |
| 164. | 4.  | Jelen idő (Present Tense)                                             | Kristin Windell       | Oscar Balderrama & Jeane Wong                                          | 2019. november 5.  | 0,62 millió |
| 165. | 5.  | Prochnost (Prochnost)                                                 | Laura Belsey          | Benjamin Raab & Deric A. Hughes                                        | 2019. november 19. | 0,74 millió |
| 166. | 6.  | Visszaállítás (Reset)                                                 | David Ramsey          | Onalee Hunter Hughes & Maya Houston                                    | 2019. november 26. | 0,79 millió |
| 167. | 7.  | Purgatórium (Purgatory)                                               | James Bamford         | Rebecca Bellotto & Rebecca Rosenberg                                   | 2019. december 3.  | 0,83 millió |
| 168. | 8.  | Végtelen világok válsága, 4. rész (Crisis on Infinite Earths, Part 4) | Glen Winter           | Marc Guggenheim & Marv Wolfman                                         | 2020. január 14.   | 1,41 millió |
| 169. | 9.  | A Zöld Íjász és a Kanárik (Green Arrow and the Canaries)              | James Bamford         | Beth Schwartz, Marc Guggenheim, Jill Blankenship, and Oscar Balderrama | 2020. január 21.   | 0,89 millió |
| 170. | 10. | Áttűnés (Fadeout)                                                     | James Bamford         | Marc Guggenheim & Beth Schwartz                                        | 2020. január 28.   | 0,73 millió |